# Història d'Alemanya

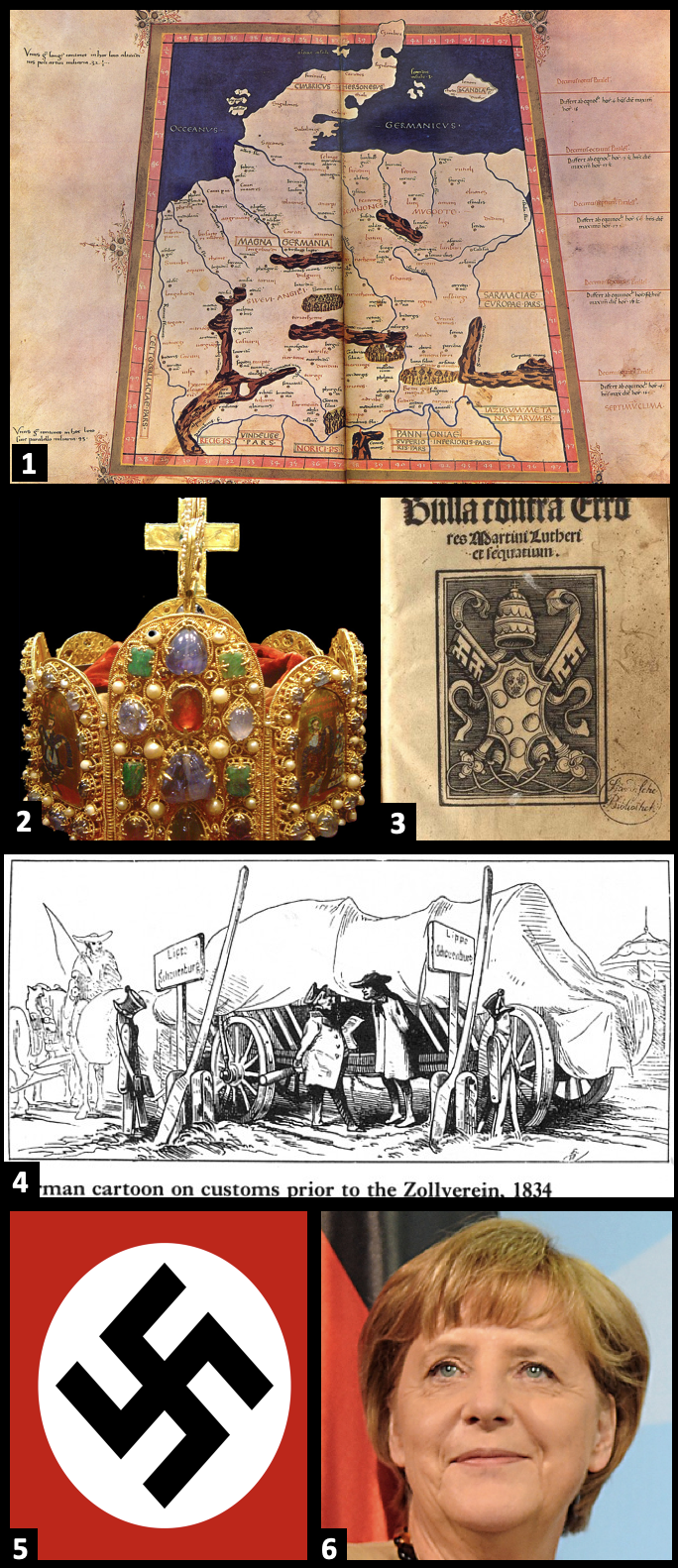
(1) Mapa de Ptolemeu en què s'hi pot apreciar la regió de Germània; (2) Corona del Sacre Imperi Romanogermànic però vinculada a l'Imperi Carolingi; (3) Butlla papal contra Martí Luter (4) Caricatura del Zollverein prussià amb el qual es mirà d'unificar els territoris de parla alemanya en vista de crear una única nació de parla alemanya; (5) Esvàstica i emblema del feixisme alemany responsable de l'exterminació de jueus i altres minories com ara homosexuals o gitans; (6) Àngela Merkel que aconseguí liderà el seu país durant la Gran Recessió i que portà polítiques contestables contra la resta d'Estats Europeus al cavall de la Unió Europea

La història d'Alemanya és la història d'un món germànic que té una certa coherència cultural, lingüística i de vegades política, tot i que variable segons les èpoques. Els límits geogràfics d'aquest món també han variat amb el pas del temps i no corresponen exactament amb els de l'Alemanya actual, que com a país no va existir fins a l'any 1871. Així, la història d'Alemanya és complexa i varia segons els límits geogràfics i històrics dins dels quals es considerin el territori i l'etnogènesi del poble alemany.
Durant la major part de la seva història, la nació que avui és Alemanya fou una agrupació d'estats en el marc del Primer Reich —conegut com a Sacre Imperi romanogermànic— ramificat de la divisió de l'Imperi Carolingi constatat al tractat de Verdun el 843, el qual fou fundat el 25 de desembre del 800 per Carlemany i va existir en diverses formes fins a ser dissolt el 1806 a conseqüència de les guerres napoleòniques. El terme dutsch ('alemany') data del segle viii i originàriament feia referència a l'idioma parlat a la part oriental del Regne dels francs.

## Prehistòria

### Edat de la pedra
Alemanya és el país més nodrit de restes arqueològiques sobre els nostres avantpassats. El territori fou també terra d'habitatge de les grans bèsties del Juràssic i el Cretaci. Les cerques arqueològiques també hi són molt antigues. La troballa més antiga d'un gènere homo en territori germànic remunta la presència humana a fa prop de 600.000 anys arrere. L'any 1907 es trobà efectivament a la localitat de Heidelberg una mandíbula que després dels estudis realitzats sobre l'os i amb l'ajuda d'altres elements, permeteren confirmar que es tractava d'una espècie a part, batejada finalment amb el nom de la localitat.
Alguns autors utilitzen el terme Homo rhodesiensis (humà de Rhodèsia) per a designar les restes fòssils africanes semblants a Heidelbergensis. La idea és que Homo antecessor s'hauria dividit en dues poblacions, una d'europea que originà Heidelbergensis (espècie mare del neandertal) i una altra d'africana, que va originar el rhodesiensis, que seria l'espècie mare d'Homo sapiens idaltu (l'ésser humà modern antic), de la qual deriva alhora Homo sapiens sapiens, l'ésser humà modern actual. 
Una altra troballa destacada i que testimonia d'un territori ben nodrit de presència humana fou la descoberta l'any 1856 d'un Home de Neandertal a Düsseldorf. Datat aproximadament de 40.000 anys arrere, és una altra de les espècies que acabaren rebent el nom del lloc on es descobrí després que es fes efectiva la hipòtesi que es tractava d'un gènere diferent a la resta d'homínids.
A banda, la presència d'Homo Sapiens Sapiens amb la de Neandertals i Heidelbergensis donaria per certa la hipòtesi d'una continuïtat en el poblament a més d'un espai geogràfic de trànsit humà de gran abundància. Moltes cerques arqueològiques prengueren inici durant el segle xviii. L'assentament més important en aquest sentit és el Bilzingsteben que recull una quantitat important d'ossos i altres restes paleolítiques i que han estat igualment analitzades de forma recurrent per diversos científics.
- David Siegmund Büttner (1710)
- Freiherr Friedrich von Schlotheim (1818)
- Ewald Wüst (1908)
- Adolf Spengler (1922)
- Dietrich Mania (1969)

Alemanya és un país que gaudix d'una quantitat no menys preable de museus dedicats exclusivament a la prehistòria siga del període d'aparició dels primers homes com del període en què altres éssers animals poblaren la terra. En aquest sentit cal destacar les nombroses grutes amb restes de presència humana força nombroses a Swabian Jura. Mamuts, ivori, escultures i pintures rupestres són algunes de les traces que tenim de la via ara fa 40.000 anys arrere. Entre aquestes hi destaca la figura de Löwenmensh que juntament amb la Venus de Hohle Fels constituïxen les primeres mostres d'escultura, d'un ésser amb una bona capacitat de concentració, cognitivament desenvolupat i conscient probablement ja de la seva existència com la del seu entorn directe.
L'ús d'estris i fabricació d'elements defensius o de supervivència han estat analitzats des de diverses disciplines. La paleoantropologia proposa una successió de cultures que tot seguit enumerem o llistem, 
- Altmühlien (Blattspitzen gruppe), la cultura de punta esfoliada
- Lincombià-Ranisià-Jerzmanowicià, cultura que trobem semblantment repartida del Regne Unit fins a Polònia
- Cultura d'Hamburg
- Cultura d'Ahrensburg
- Cultura de la Bromma
- Tardenoisià

Tot amb tot, la darrera cultura prehistòria que s'haja documentat fou la cultura de la ceràmica de banda, pròpia d'Alemanya i Polònia, és a dir, del centre europeu. A banda, no es podria acabar l'apartat sense donar el nom d'alguns arqueòlegs importants com en Peter Lerche, l'Hugo Obermaier, l'Eduard Peters i el Paul Reinecke.

### Domesticació, sedentarisme i metalls

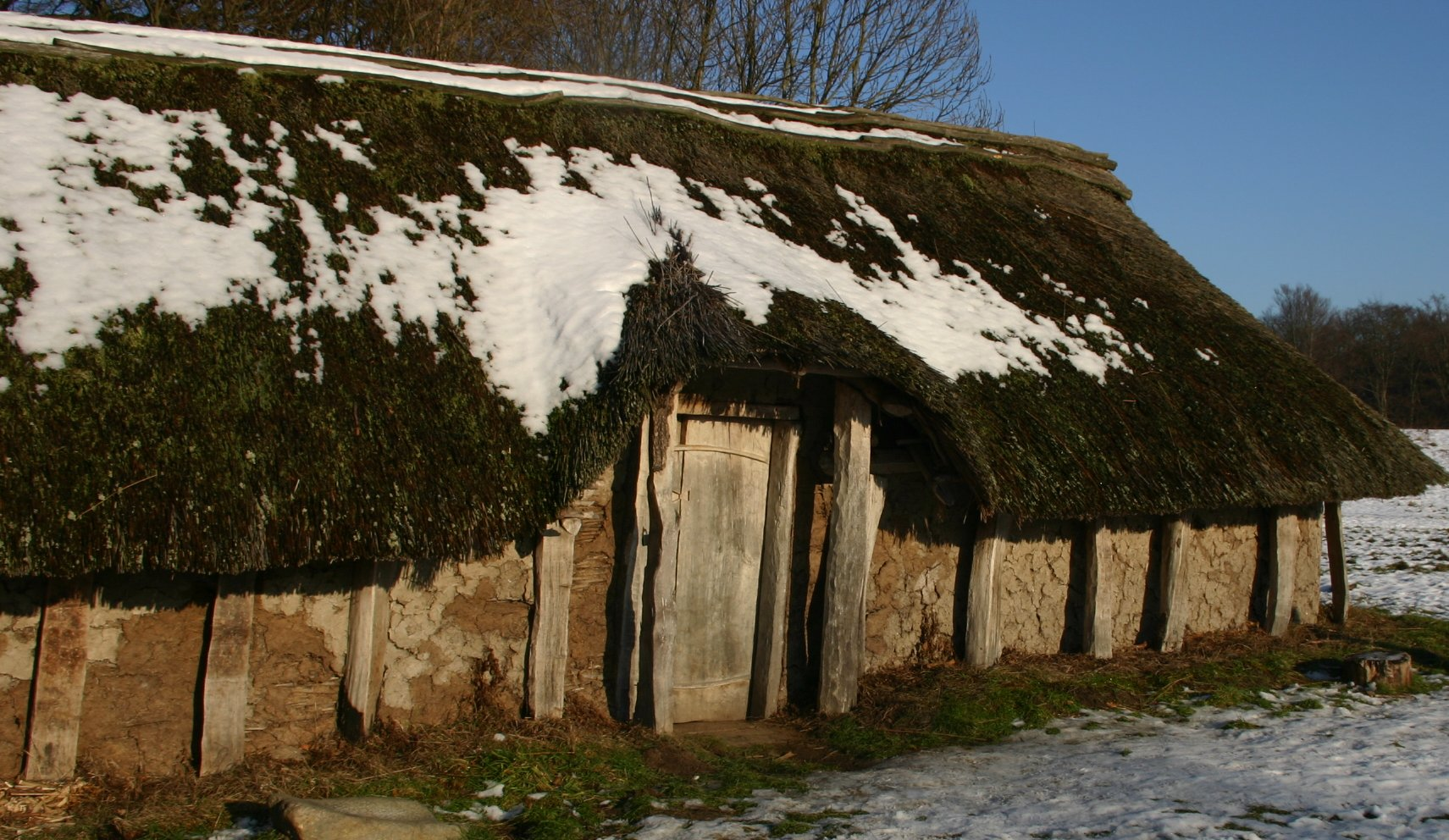
Reconstrucció d'un habitatge germànic de l'Edat del Ferro al Museu Moesgaard de Dinamarca

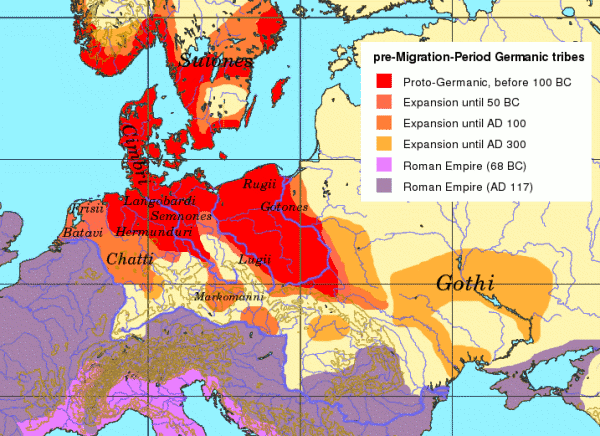
Mapa sobre la distribució de les tribus germàniques en temps protogermànics i les seves fases d'expansió

L'etnogènesi encara no ha conclòs certituds sobre l'origen de les anomenades tribus germàniques implantades a la partir dels metalls a Alemanya. Tanmateix, Averil Cameron diu que "és obvi que un procés d'establiment" hauria d'haver-se produït durant l'Edat del Bronze Nòrdica o si més no durant l'Edat del Ferro Preromana. I, malgrat la manca de certeses, ha quedat àmpliament demostrat que el pas de l'Edat de Pedra cap al Neolític es fe amb un protagonista indubtable: els pobles germans. Es tracta d'un poblament sedentari que l'antiga literatura designava com a sueus, gots o tudescs. Constituïxen un grup etnolingüístic indoeuropeu que s'acostuma a situar al nord d'Europa però, com s'ha dit, encara existix tot un debat al seu voltant. S'identifiquen per la parla de diferents llengües procedents de la branca germànica i s'haurien establert o en qualsevol cas tenim restes seues a Alemanya vers el segon mil·lenni abans de la nostra era.
La hipòtesi més estesa és que seria un grup tribal que caldria situar originàriament al sud d'Escandinàvia i al nord de Germània des d'on començaren a expandir-se cap al sud d'Alemanya durant la primera dècada abans de la nostra era. Entraren probablement en contacte amb les tribus cèltiques però es pensa que també amb les iranianes, bàltiques i eslaves del centre i est europeu. 
Són estranys els estudis en història contemporània sobre els poblaments germànics inicials. Les recerques contenen molta descripció que en feren els llatins però aquests texts no permeten donar cap mena de conclusió científica, contrastable i verídica. En tot cas hi ha constància d'una cultura sedentària, amb força domini del metall que vers l'Edat del Ferro decideix baixar i penetrar territori cèltic. Moltes recerques actuals han permès dir igualment que eren grups que practicaven alguna religió.
L'equip d'arqueòlegs i científics de Christian Meyer ha permès desvetllar que durant el Neolític hi hauria hagut massacres importants de població. Les restes arqueològiques donen aquesta conclusió després de ser analitzades i interpretades. Així mateix l'agència de notícies AFP anuncia l'any 2016 que l'equip de Christian Meyer havia trobar mutilacions i cossos torturats provinents del Neolític alemany.
L'estructura social d'aquests grups és força flexible. Els reis, els caps de guerra, els capellans només tenen un únic poder de circumstància fonamentat en el concens. La instància superior és l'assemblea dels homes lliure que al voltant d'un santuari comú pren decisions de forma unànime i per aclamació. El grup familiar és molt solidari i col·lectivament responsable, sobretot en quant a exercici de guerra, venjança i pagament es refereix (wergeld; preu de sang). I és que els texts llatins fan relat d'unes tribus bèl·liques, fet que actualment pot posar-se fàcilment en qüestió per la poca veracitat d'alguns escrits. Tot i així, sabem que l'existència de reis germànics no és un fet propi fins que no s'establixen els primers regnes sedentaris.
Els caps conduïxen el poble (dux) perquè són els més aptes a fer-ho i són alhora reconeguts per l'aristocràcia que domina el poble. Per tant, tenim un agrupament jeràrquic que es fonamenta, tanmateix, en la llibertat: els nobles que probablement procuren caps de guerra són simples homes lliures, els lets i els sefs són només homes amb llibertat condicionada. Els vincles familiars, les pràctiques sobre la propietat, així com la jerarquia mateix són les que posteriorment s'acaben implantant a l'Europa feudal de l'edat mitjana. Això fa recordar que efectivament els pobles germànics són els protagonistes indiscutibles de la caiguda de l'Imperi Romà.

D'un punt de vista econòmic, és una societat que viu de l'agricultura sedentària en la seua majoria, contràriament als pobles nòmades de les estepes amb qui mantenen, tot i així, força contacte i llaços comercials. L'agricultura és extensiva i a banda també forgen i teixeixen. Tot i que no coneguen els diners com a forma de canvi, sí que es procuraren alternatives com el blat per a fer-ne un mitjà d'intercanvi monetari. D'altra banda, vivien en comunitats de colònies petites que actualment s'han aconseguit reproduir. La mida dels llocs no superava generalment les cent persones. Finalment, tenim una població que fa un ús oral de la Llei, tal com es practicava al món escandinau.
Paga la pena tenir present espais museològics com el Museu de les Palafites d'Unteruhldingen. Es tracta d'un poble germànic xiquet reconstruït i que forma en el seu conjunt un museu a l'aire lliure amb el qual el visitant pot sens dubte apropar-se a dimensió real a la vida i tarannà dels pobles del bronze o del ferro d'Alemanya i bona part del nord d'Europa.

## Edat antiga

### Els germans segons Roma
A l'antiguitat el territori alemany mai aconseguix ser objecte d'invasió per part de l'Imperi Romà malgrat que aquest mira de fer-se amb Germània a tot preu. És amb aquest nom que els romans designaven el territori que actualment rep el nom d'Alemanya. L'origen del nom, però, sempre s'ha discutit entre especialistes i encara avui no s'ha trobat cap resposta a la pregunta. Ara bé, sabem amb certesa que la paraula aparïx per primera volta escrita en llengua llatina. Es veu escrita de forma molt repetida als Comentaris sobre la Guerra de les Gàl·lies de Juli Cèsar: els belgues són un poble brau perquè queden del tot al marge de la bona educació i de la civilització romana […] veïns, els germans habiten més enllà del Rhin, es troben en guerra perpètua entre ells". Els llatins escrigueren àmpliament sobre aquesta regió d'Europa i, per exemple, trobem referències dins autors com ara Tàcit i fins i tot una carta de Ptolemeu en què s'hi mira de dibuixar Germània.

Juli Cèsar és qui de fet contribuïx a crear el concepte geogràfic de Germània, així com posteriorment molts Estats europeus prengueren dels llatins els límits territorials de les seues pròpies fronteres. En tot cas sabem que l'apel·lació germànic mai fou utilitzat pels mateixos concernits. Semblaria ser que feien servir el terme beudiskaz que caldria traduir en català com a "poble" i que s'agafa del terme "teut-eh" i de procedència indoeuropea que, tot amb tot, voldria significar en llengua catalana "tribu". El terme "deutsch" actual per designar l'alemany prové justament d'aquesta evolució. Si bé, a les llengües neollatines, el mot "alemany" procedeix del terme "alamà" que és la designació amb què Roma nomenava les tribus més enllà del Rihn. Es pensa, però, que el mot "teut-eh" es reprèn d'alguna llengua de branca cèltica, la qual designaria com a "teutoni" a la seua versió llatinitzada les tribus germàniques. Això permet posteriorment fer la transferència cap a Estats teutons en signe de clara referència a les tribus germàniques.
El poble germà és designat per Roma com a bàrbar en un sentit pejoratiu. Després de la unificació de la península itàlica, l'Estat romà caminà gairebé automàticament a una cursa per la colonització. La península ibèrica primer, l'hel·lena abans i la costa albanesa després, totes es trobaren cabussades en un procés de guerres d'invasió. La desfeta generalitzada dels pobles cèltics els conduir a una progressiva aculturació amb què abandonaren definitivament la seua cultura anterior per acomodar-se a la nova, la romana. Això mateix fou el que Roma mirà de reproduir amb el territori germànic sense que es convertís en èxit. L'Estat romà mai aconseguí caminar més enllà del Rihn i amb el temps s'acabà formant una frontera entre el món llatí i aquell que Roma designava com a bàrbar i poc civilitzat. 
Nota: la línia divisòria esdevé fins i tot un argument per reafirmar l'ésser romà. L'etnocentrisme romà mirà de construir-se identitàriament a costa de diferenciar-se de l'altre. L'estranger sempre és designat com a inferior i la cultura romana com la superior. 
Així doncs podem dir amb tota certesa que el territori alemany es desenvolupa de manera molt diferent a la resta del món llatí europeu. Això ha permès desvetllar formes molt diverses d'organització en societat. La religió mateixa era diferent del politeisme romà malgrat que en aquest aspecte només podem donar-ne unes poques línies atès que hi ha manca de fonts en aquest camp; molta informació procedix de Roma.

### Les grans migracions

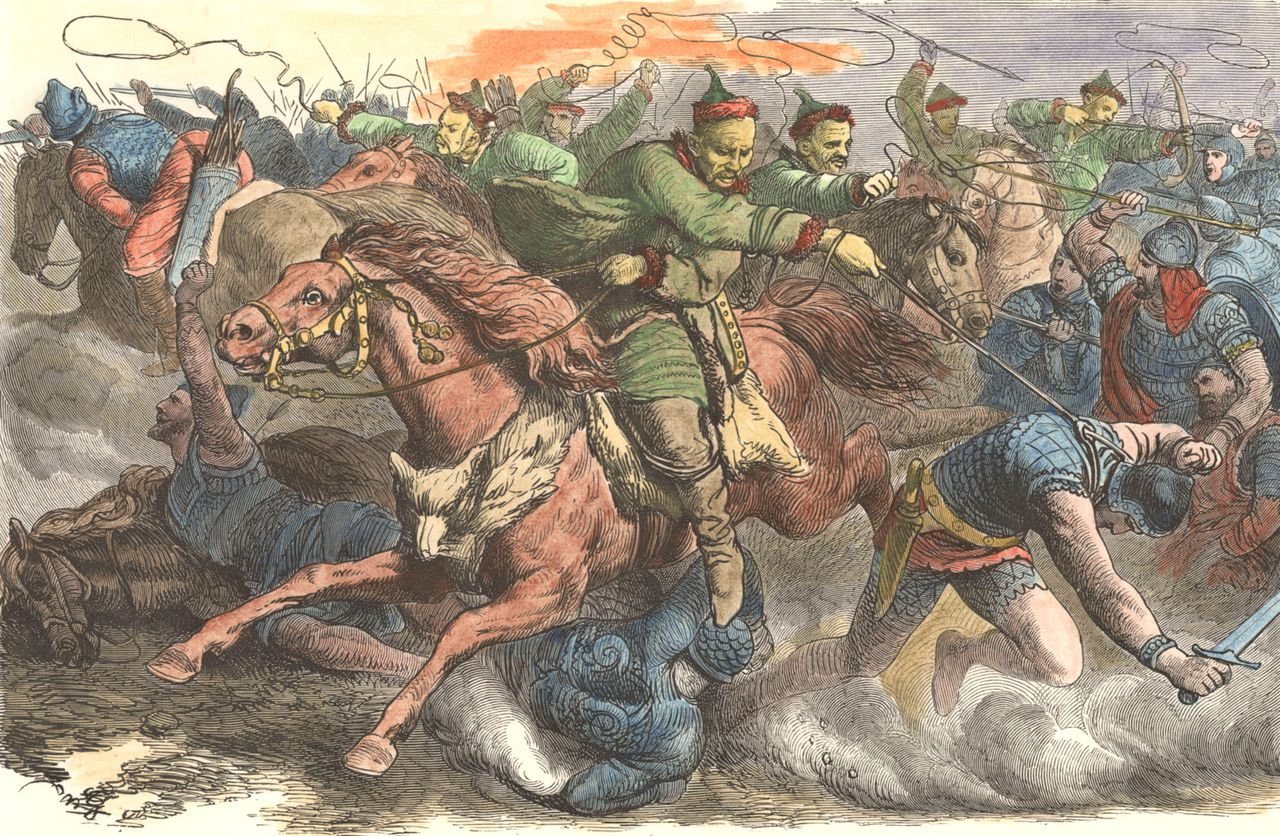
La invasió dels huns precipità el declivi de l'Imperi romà d'Occident. Il·lustració de Geiger (1873): Els huns en combat contra els alans

El segle V constituïx una nova etapa per les tribus germàniques. Una vaga de migracions vingudes de l'est provoquen una pressió a les fronteres de cadascuna de les poblacions ja establertes anteriorment. Els hun han de marxar de la seva residència degut a males condicions climàtiques que impossibiliten la supervivència. El seu desplaçament cap a les fronteres el Rihn topà amb les tribus germàniques que hi eren. De resultes, la pressió fronterera amb l'Imperi Romà fa caure l'Estat romà i dona una nova etapa a les tribus germàniques que constituïxen diversos regnes una mica per tot Europa.
Són dues les vagues de migracions que configuren l'edat mitjana europea. La primera vaga veu l'arribada dels francs, alamans, vàndals, sueus, visigots, ostrogots, saxons, angles, burgundis, frisis, entre d'altres. La segona vaga veu l'arribada de llombards, sàrmates, búlgars, àvars, turingis, etc. Davant d'aquest escenari, Roma empra vàries estratègies. La primera és el reforçament de les fronteres físiques amb la construcció de murs de divisió i defensa a la frontera que separava els germans dels romans. Les barreres naturals són conjuminades amb les físiques per tal que els pobles germànics no aconseguixen trepitjar més enllà. En segon lloc veiem una reorganització de l'Imperi de dalt a baix que comporta l'establiment d'una nova administració interna així com nous nomenaments. Roma, a més a més, mira en aquesta etapa de contractar població germànica en vista d'utilitzar-la com a exèrcit. L'estat pateix igualment una crisi interna de grans dimensions. El cristianisme debilita l'Estat davant la corrupció i les querelles internes d'un Imperi que perd prestigi com va més va.
La incorporació de població germànica a l'exèrcit se suma a pactes de federació amb què els pobles germànics aconseguixen bastir uns primers Estats dins de Roma en forma de províncies federades. Per tot això Roma no aguanta i cau finalment l'any 460. D'ençà que les tribus germàniques construïxen nous Estats sobre l'antiga Roma, tot configurant l'edat mitjana. Els nous Estats es volen hereus de Roma i per això mateix miren de continuar amb el llegat romà. Voldria una reconstrucció d'aquesta o en qualsevol cas es consideren ells mateixos uns reconstructors de la glòria romana. El territori alemany esdevé aleshores ençà més que el fruit de l'estada de les tribus germàniques, el llegat de Roma. Terra germànica però malgrat això terra eminentment romanitzada. La convivència entre germans i romans porta a la llarga a un procés d'aculturació. Els germans s'acaben romanitzant i, per això, en la reconstrucció que volen de Roma apliquen tot allò après amb Roma.

## Edat mitjana

### El llegat merovingi

Mapa retrospectiu del regne de Siagri fins al regne dels francs, d'ací a l'Imperi Carolingi; les invasions de Germània s'han datat.

Tot amb tot, foren els francs els qui s'establiren durablement en territori alemany actual. Les terres de l'antiga Germània veieren com es formà progressivament un imperi amb el vist-i-plau del papat i des d'on les intrigues de palau condicionaren l'esdevenir de molts pobles europeus. Els francs començaren la seua política d'expansió a partir del territori belga. L'origen dels francs és com la resta de pobles germànics incert i per això també hi ha dificultats a dilucidar-ne els orígens dinàstics. D'allò que sabem amb molt seguretat, és de la seua preocupació per cristianitzar la població. Els francs foren un poble que es convertí ràpidament al cristianisme, no per convicció, sinó per ambicions polítiques. L'esclat de l'Imperi Romà mai aconseguí apagar el cisma cristià. Les antigues estructures d'Estat romanes eren de caràcter cristià. En conseqüència, les elits franques entengueren amb força astúcia que per reconstruir l'Imperi Romà i posseir tot l'antic territori calia abans de més tenir una elit convertida al cristianisme perquè això garantir un suport gens menys preable de l'elit romana la qual ja d'antuvi s'hagué de convertir al cristianisme per tenir suport popular.
És doncs buscant aquest suport popular que els francs instal·lats a Bèlgica promouen batalles interminables per convertir la resta de regnes germànics. Roma hi troba llavors tot l'interès i, donant-hi suport, aconseguix dels francs la reconstrucció il·lusòria de Roma amb un fort creixement del seu poder físic i espiritual sobre la població. La primera pedra la llençà Clodoveu (466-511), rei dels francs. L'any 496 es convertix al cristianisme i mercès a això pogué annexionar-se territori alamà. Just a la frontera entre França i Alemanya, dins de la Colònia actual, es lliurà la batalla que acabà donant via lliure als francs per desfer-se dels regnes germànics en vista d'una unificació que voldria emul·lar-se a Roma.
Els fills de Clodoveu estenen les fronteres a l'est: 
- annexió de Turíngia (Weser), 531
- annexió d'Alemània (Bade-Wuntemberg), 536
- annexió de Baviera, 555

Després de la mort de Clodoveu, el regne franc es partïx entre els successors, tal com regna la tradició franca. Les divisions entre les distintes parts del regne franc variaren diverses voltes al llarg del segle vi. La invasió de territori aliè continua, això no obstant,
- annexió del nord de França
- expulsió del visigots cap a la península ibèrica
- annexió del regne borgonyó de Suïssa

Els períodes d'unificació són escassos. La dinastia dels merovingis continua succeint-se en el poder amb un allargament constant del territori. D'aquesta política naixen tres entitats polítiques diferents que malgrat trobar-se separades per diferents reis, són totes sota l'espasa d'algun merovingi.
- Nèustria, nord-est de França amb la Bèlgica actual inclosa
- Austràsia, que va de les fronteres belgues amb Alemanya actuals fins a les fronteres frisones i saxones de l'època
- Borgonya, que comprèn la regió de Borgonya francesa actual fins a Suïssa

Tanmateix, com s'ha dit, malgrat l'expansió evident, el regne franc dels merovingis és sobretot una constant fragmentació degut a la tradició que voldria que el pare repartís el seu territori a parts iguals entre els fills. Això obligà els reis merovingis a trobar aliances amb els grans terratinents. És així com els futurs majordoms de palau dits Pipínids aconseguix teixir un gran poder a Austràsia des d'on hi finix implantant el seu propi llinatge.
El període merovingi és d'una intensa activitat missionera a l'est del Rhin. Willibrord i Bonifaci de Magenci s'ocupen d'evangelitzar la Germània romana. De vertader nom Winfrid, Bonifaci fixa l'any 739 diòcesis a Ratisbone, Freising, Passau i Salzburg. L'any 742 funda la primera seu episcopal a Turíngia. Crea semblantment les diòcesis de Büraburg, Würzburg i Erfurt així com el monestir de Fulda l'any 744. Organitzà també la diòcesi de Baviera. 

### En mans d'en Carles el Gran
Les intrigues de palau es conjuminen amb les ambicions dels grans terratinents. La destitució de la dinastia merovíngia esdevé un fet l'any 751. D'ara endavant el tron l'assumixen els antics majordoms de palau: els carolingis. Mercès a aquesta nova dinastia, els francs allarguen considerablement el territori que controlen estenent-se fins a les fronteres daneses, la Bretanya francesa, vorejant amb territori croat i català actuals.
Carles el Gran, dit Carlemany, és el responsable d'aquesta expansió. Per arribar-hi, torna a servir-se del cristianisme i de les aliances poc amagades amb l'Església catòlica. Sota el pretext que s'ha de cristianitzar els "bàrbars" decidix batallar contra els saxons i sotmetre Baviera. La virulència amb què tractà el poble saxó, motivà, entre d'altres, danesos, noruecs i suecs a procedir a les posteriors invasions identificades aleshores com a vikings o normands.
- Baviera es trobava llavors a les mans de la dinastia dels Agilolfings des de 550. Després de la mort del duc Odiló de Baviera l'any 748, l'esposa Hiltruda, germana de Pepí el Breu, de la dinastia carolíngia, exercix la regència en comptes del fill Tassiló. L'any 757 Tassiló presta fidelitat a Pepí el Breu. Tanmateix, portà una política autonomista de cara al rei franc que no agradà gens. Així conclou una aliança matrimonial amb la llombarda Liutberga; els llombards foren justament ambicionats pels carolingis i posteriorment annexionats mercès a la crida que del papat. Això portà Carlemany a exigir-ne la renovació del vassallatge l'any 787. Arrel de la seqüència d'una intriga que conjuminava els àvars, Carlemany agafa les regnes d'un territori que pensa perdre i empresona l'abat de Jumieges 788 de manera que a la seua mort, Baviera forma part directa del territori carolingi. Carlemany procedix així a transferir la regència al seu cunyat Grold.

- Saxònia eren una tribu que ocupava la regió actual de la Baixa Saxònia. S'organitzaven en tribus distribuïdes en tres agrupaments principals. A principis del segle viii els francs amenaçaren els saxons amb diverses ràtzies sense una vertadera "conquesta". És amb l'ascens de Carlemany que comencen les expedicions durables contra els saxons. Widukind de Saxònia és la imatge del lideratge contra la invasió franca. Els francs destruïren en una primera fase el santuari saxó fet que deixava en evidència la voluntat de desfer-se de l'imaginari i les construccions psicològiques del poble saxó. Arrel d'això s'iniciaren conversions forçades al cristianisme i una guerra de prop de 30 anys amb vessament de sang i destruccions massives. Els saxons s'atacaren al monestir de Fritzlar com a signe de represàlia. A banda, l'emperador Carlemany envià missioners cristians per "evangelitzar" la població saxona sense gaire èxit. Ni la signatura de la capitulació forçada en què els francs fan notar la condemna de pena de mort per a capellans cristians aconseguix convertir les tribus saxones. S'hi seguixen deportacions i un bateig forçat del líder en cap Widukind. Després de revoltes incessants i contra-atacs virulents per part de les armades de Carlemanya, el rei saxó hagué de cedir el territori als francs sense poder posar-hi realment remei.

S'ha d'entendre aquesta política d'annexió de territori baverès i saxó dins de l'expansió de l'est, més enllà del riu Elba. Les grans migracions hi portaren en una segona fase tot un grup poblacional identificat hui com a eslau. Es tractava d'una desena de grups des d'on podríem destacar els velets, sorbs, obodrits, etc. Vivien del comerç, de la pesca i de l'agricultura. Tot aprofitant les divisions internes, Carlemany emprengué una política d'influència de forma que progressivament se n'empara de forma més o menys explícita fins a crear la marca eslava; es tracta d'una zona de defensa militar contra els hongaresos.
La figura de Carlemany és central a tota la història de la Baixa Edat Mitjana perquè fa resorgir les lletres. A finals dels segles VIII i IX el centre del continent europeu assistix a un renaixement intel·lectual i cultural promogut per Carlemany i Lluís el Pietós. Durant aquest període es produí un augment dels estudis de literatura, arts, arquitectura, jurisprudència i litúrgia. Al llarg d'aquest període també es renovà el llatí medieval i es desenvolupà la minúscula carolíngia, tot proveint d'un llenguatge comú i d'un estil d'escriptura que influí en la comunicació de la major part d'Europa. Quant a Alemanya més concretament, hi destaca la redacció de Monumenta Germaniæ Historica, un recull d'història de l'antiga Germània des que caigué l'Imperi Romà.
La missió suposadament evangelitzadora de Carlemany aconseguí posar-lo al capdavant de tot un continent. L'Església catòlica l'acabà premiant concedint-li el títol d'Emperador dels romans, una emul·lació a l'antic títol que els emperadors romans posseïen i amb què legitimaven el seu poder. Les expansions territorials i aquest títol feren del regne franc dels carolingis la construcció imperial més gran i força d'ençà la caiguda de Roma. El títol continuà existint fins entrat el segle xix per bé que llavors la importància que podia atorgar-hi la població no fou exactament la mateixa que aquella que s'atorgava en temps de Carlemany.

#### La crisi dinàstica carolíngia

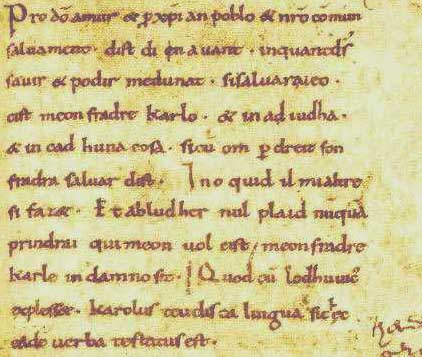
Extracte del Jurament

A la mort de Carlemany l'Imperi Carolingi entra en una crisi durable de la qual mai es recupera. Abans de morir, Carlemany havia designat ja un hereter per a tot el regne, el qual tenia la missió de continuar amb la tasca del pare i governar sobre tot el territori que el seu pare havia deixat. Aquesta decisió trencava definitivament amb la tradició franca. D'ençà que es volia que hi hagués únicament un rei i no una redistribució del regne a parts iguals entre els fills. Tanmateix, quan Carlemany pronuncia ja les seues últimes paraules, les coses canvien diametralment. Els fills de Carlemany no accepten la seua decisió. Carles i Lluís, contraris, s'unixen mitjançant el Pacte d'Estrasburg en què hi expressaren de forma explícita suport mutu fins a aconseguir el seu objectiu: tornar a partir el regne a parts iguals. És l'inici de la crisi dinàstica que acaba destituint els carolingis del poder. 
Els Juraments d'Estrasburg foren escrits en fràncic i en alt alemany. Es tracta dels primers documents de caràcter polític i diplomàtic que se signen en llengua vernacla. Abans d'això, els documents reials eren signats i redactats en llatí. Però, d'aquesta volta, les parts contractants volgueren signar i redactar en la llengua que es parlava als territoris reclamats. Si més no, una part dels territoris reclamats perquè a França s'hi parlava igualment l'occità. La seua redacció en llengua vernacla permet a la historiografia actual francòfona i germanòfona reivindicar el fet lingüístic. 
De forma paral·lela, el territori carolingi torna a ser assetjat. Els regnes peninsulars del nord d'Europa, comencen la seua particular expansió i decidixen penetrar territori carolingi. Els vikings o normands, així anomenats a l'època, provocaren desestabilització i agreujaren de forma considerable els resultats de la crisi dinàstica. A la crisi interior deguda per les esbatusses entre fills, s'hi afegí l'esbatussa contra els normands. Les fronteres han de ser protegides però la reialesa es troba en qüestionament mateix de la seua figura sobirana.
Aquesta situació és la que provoca la debilitació del regne i, per tant, la seua fragmentació. Principats, ducats, comtats i altres entitats pròpies de l'edat mitjana s'assumixen a elles mateixes. Mercès a això, es creen regnes a les fronteres militars carolíngies. Amb tot, els germans Carles i Lluís aconseguixen apartar l'hereter legítim i partixen el regne en tres mitjançant el Tractat de Verdun. Segons aquest, l'antic regne carolingi queda repartit de la següent manera:
- - Frància que traduït del llatí queda en França; part atorgada a Carles el Calb
  - Lotaríngia que traduïda del llatí queda en Lorena; part atorgada a Lotari I
  - Germània que deriva de l'alt alemany i que dona nom a Alemanya en la seua versió germànica (ex.: Germany en anglès); part atorgada a Lluís el Germànic

La part atorgada a Lluís el Germànic veu doncs una continuïtat separada de la resta. Hi succeïx en conseqüència al tron el duc Enric de Saxònia que per primera volta assumix el títol de Rei d'Alemanya. Els pobles germànics francs, saxons, bàvars i sueus queden llavors unificats sota un únic regne. El terme Regnum Teutonicorum ('Regne dels teutons') aparïx llavors idòniament per referir-se a l'imperi.
Nota: la fragmentació sorgida de la mort de Carlemany crea tres espais amb destins diversos però units. La part occidental pren forma progressivament d'Estat centralitzat que té per ambició declarada fer-se amb la part mitjana. La mitjana patix una fragmentació constant, aleatòria i gairebé anàrquica. L'oriental, per contra, s'acaba transformant en un Estat d'Estats composts, una federació d'Estats independents que reconeixen l'autoritat d'un monarca electe. L'oriental com l'occidental ambicionen fer-se amb la part mitjana que es troba tot al llarg de la història fins a temps contemporanis en una constant lluita per preservar-se de les annexions. De resultes, neixen estats tampons més o menys reconeguts com és el cas de Suïssa o Luxemburg.

### El primer regne d'Alemanya

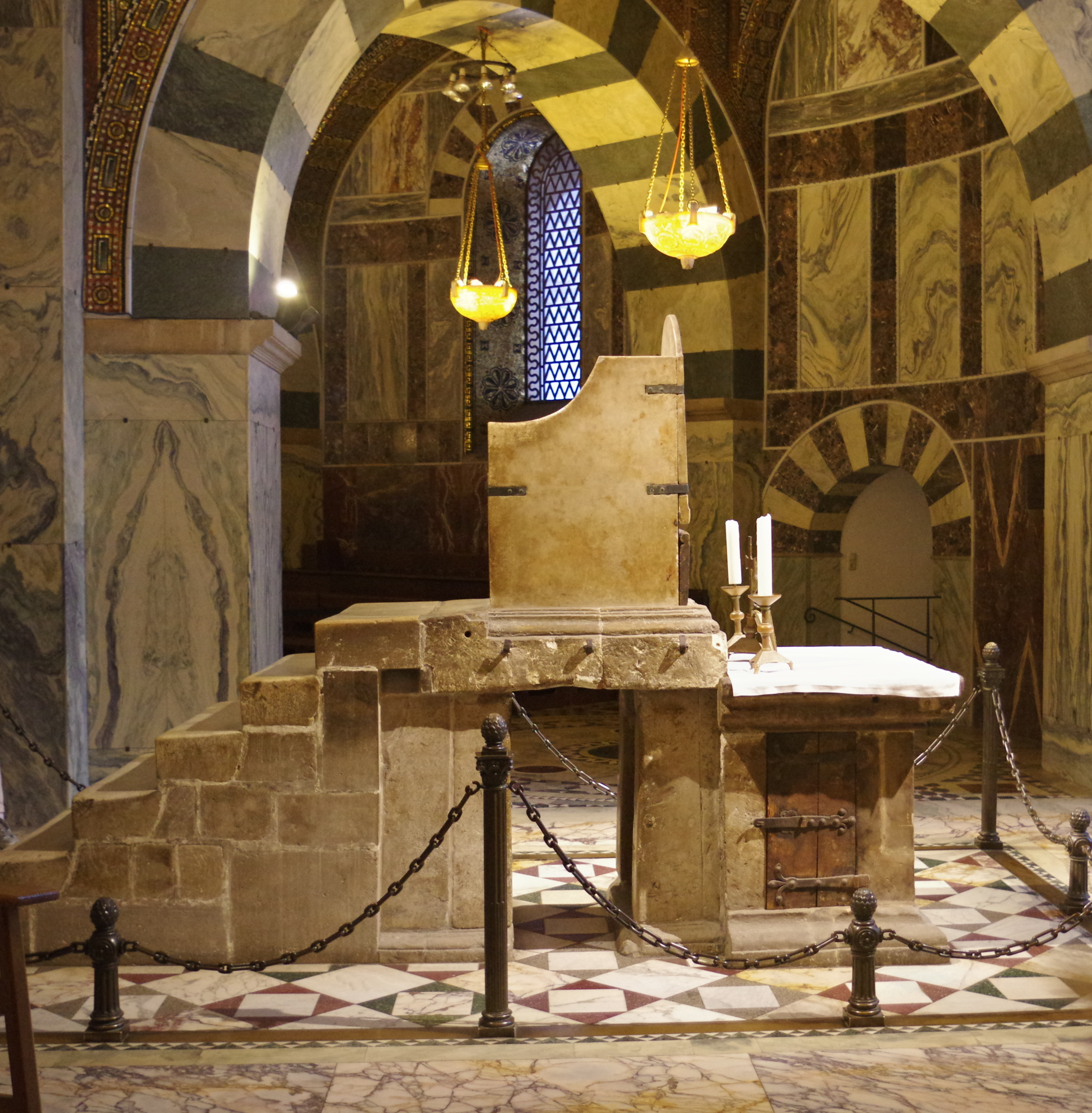
Fotografia del tron de Carlemany a Aquisgrà, seient que també fou utilitzat per coronar l'Oto I, rei d'Alemanya el 936.

Un cop que el territori carolingi quedà separat definitivament, s'assistix a la part germànica a un declivi de la reialesa i l'ascens de famílies nobles. A través de combats defensius contra els eslaus i hongaresos, entre els segles IX i X, els ducats de Baviera, Suàbia, Francònia i Saxònia veuen un creixement considerable. Per evitar posar-se en perill, els ducs escullen doncs a Conrad I, duc de Francònia, com a successor al tron, suposadament el més fluix i dèbil de tots ells. Enric I, duc de Saxònia, del llinatge dels Liudolfinger, succeïx en Conrad sobre recomanació i suport dels ducs de Francònia i Saxònia. És així com s'aconseguix consolidar el poder de la part germànica i, finalment, defensar-la de les incursions i atacs eslaus o hongaresos. La victòria contra aquests darrers l'any 933 donà peu a veure escrit ja la denominació de Regnum teutonicum, és a dir, a l'emergència progressiva d'una identitat comuna, traduïda en la construcció d'un Estat. Per tot, l'any 936, quan Otó I és coronat a Aquisgrà, antiga seu permanent del poder carolingi, tenim un escenari força consolidat. Els ducs de Francònia i Saxònia se solleven contra la nova dinastia, però, el monarca se'n desfà ràpidament, col·locant membres de la seua família dins els ducats. 
Nota: és important no donar per suposat que existix una consciència nacional aleshores. L'Estat alemany tal com es coneix a l'època contemporània mai existí abans del segle xix. El territori alemany era un conjunt d'Estats feudals de dialectes procedents de l'alemany molt diferents i marcats. Ningú es feia dir alemany. Tothom és dins una regió que d'antuvi s'havia anomenat Germània però en cap moment hi ha consciència nacional. Els reis germànics són abans de més emperadors romans i descendents dels francs salians. Otó I era rei dels ducats de Suàbia, Francònia i Saxònia però no pas d'un país anomenat Alemanya. Si que aspira a una unió de tots aquests territoris però no parlem d'un Estat centralitzat modern. Hi regna les aliances feudals i el rei germànic se sosté en el tron mercès a les seues possessions i al consentiment que hi procuren la resta de feus. 

L'estabilitat de tot plegat passà altra volta pel suport explícit de l'Església. Establix una Església unificada (dita nacional actualment), enfortí l'autoritat reial nomenant bisbes i abats com a prínceps de l'imperi, atribuint-los feus del regne, així com drets reials (regalies) amb poders seculars. Aquest sistema de govern anomenat Reichskirchensystem otonià presentà una avantatge pràctic i astut perquè en cap moment el monarca perdria el poder sobre el territori atès que els eclesiàstics havien de conservar el celibat. No havent-hi cap mena de transmissió hereditària, el rei aconseguia un suport no gens menyspreable, com el que oferia l'Església. 
La recompensa d'aquesta política es veié reflectida en la recepció del títol d'Emperador dels romans per part del papat. D'ençà que aquest títol no tornà mai més al territori francès i s'anà transferint de mans a mans entre els successors de l'antiga Germània. 
La política d'influència sobre l'Església s'acompanyà d'un reforç militar de les fronteres. Tornant a les polítiques romanes d'antuvi, Otó I posà al dia les antigues marques militars per tal de contenir-se dels atacs eslaus i hongaresos. En aquest període el regne assistix a dures batalles contra aquests dos actors fins que se'ls aconseguix sotmetre de forma més o menys aconseguida. Els hongaresos són doncs derrotats a la batalla de Lechfeld el 985. Les marques militars foren, d'altra banda, més un pretext que una vertadera defensa. I és que, tot seguint la política d'influència, Otó I s'apressà a mirar de convertir els eslaus al catolicisme. Això provocà vagues de refugiats eclesiàstics abans que Bohèmia quedàs subjecta definitivament a les ordres de la monarquia otona. Un fet que engrandí la seua autoritat de manera que Polònia hagué de reconèixer la fortalesa del regne alemany.
Això pel que fa les fronteres orientals del regne, atès que les occidentals també continuaren veient una successió de batalles pel poder. La monarquia otona escollí iniciar tres campanyes militars contra el territori llombards amb l'objectiu d'annexionar-lo. Fita que es veié realitzada amb el casament entre Adelheid, vídua a la mort del seu marit, derrotat contra Otó I, i, el mateix Otó I l'any 951. I, d'Itàlia, les expedicions de violència i sang s'aproparen a Borgonya, a l'actual Suïssa, també adquirida malgrat que aleshores s'hi acaba formant un règim autonòmic arrel del qual neix posteriorment la Lliga de les confederacions suïsses. Tot amb tot, la dinastia otona bastix un Estat format per Estats composts que rep el nom de Sacre Imperi Romanogermànic i Germànic. Amb l'apel·lació es mira de fer referència a la idea de monarquia universal que és un concepte imperialista, alhora que s'hi denota el suport explícit de l'Església i, també, el model sobre el qual els francs orientals construïxen aquesta monarquia: Roma. Cada feu té doncs la seua pròpia autonomia com si es tractàs d'un Estat a banda confederat.

#### Aliança amb l'Imperi Romà d'Orient
Les guerres que l'antic Imperi Romà d'Orient portava aleshores contra el món àrab feren oblidar momentàniament les fronteres occidentals de Constantinoble. Un fet que no cal perdre de vista perquè fou aprofitat per la dinastia otona. Efectivament el Sacre Imperi Romanogermànic pretextà la voluntat de defensar les seues fronteres per cristianitzar a la força els pobles eslaus amb la fi d'annexar-ne el territori. Això portà el tron germànic a apropar-se a Hongria amb qui també lluità ferotgement. De resultes, l'Imperi Romà d'Orient es veié de cop i volta amb un nou actor a les seues fronteres occidentals. Actor pràcticament imprevist, però amb qui hauria de relacionar-s'hi obligatòriament. És amb la voluntat de continuar estenent-se més avall que la dinastia otona envia un ambaixador a Constantinoble. L'objectiu era pactar-hi una aliança que permetés amb el temps unificar ambdós imperis.
Constantinoble mai acceptà aquest tracte perquè hi veié en tot moment una ofensiva. L'Imperi Romà d'Orient mai considerà el Sacre Imperi Germànic quelcom de romà atès que estava liderat i poblat per germans, i, justament, foren aquests els qui contribuïren a fer caure Roma. Caldria recordar en aquest sentit que el Sacre Imperi Romanogermànic se sent i es veu hereu de la França Occidental, és a dir, de la construcció carolíngia. En conseqüència, a fora també se l'assimilava a les tribus germàniques que s'havien emparat del poder romà i n'havien construït per sobre uns estats «bàrbars». Per això, el tracte amb la dinastia otona mai fou bona i malgrat totes les desavinences, el descendent d'Otó I, es casà amb la neta de l'emperador romà d'Orient, Teòfana Esclerena. Això després d'una llarga i sagnant guerra entre les dues corones. El desgast anuncià així tot el final de la dinastia otona, el relleu de la qual l'assumí la sàlica.

#### La lluita de les investidures

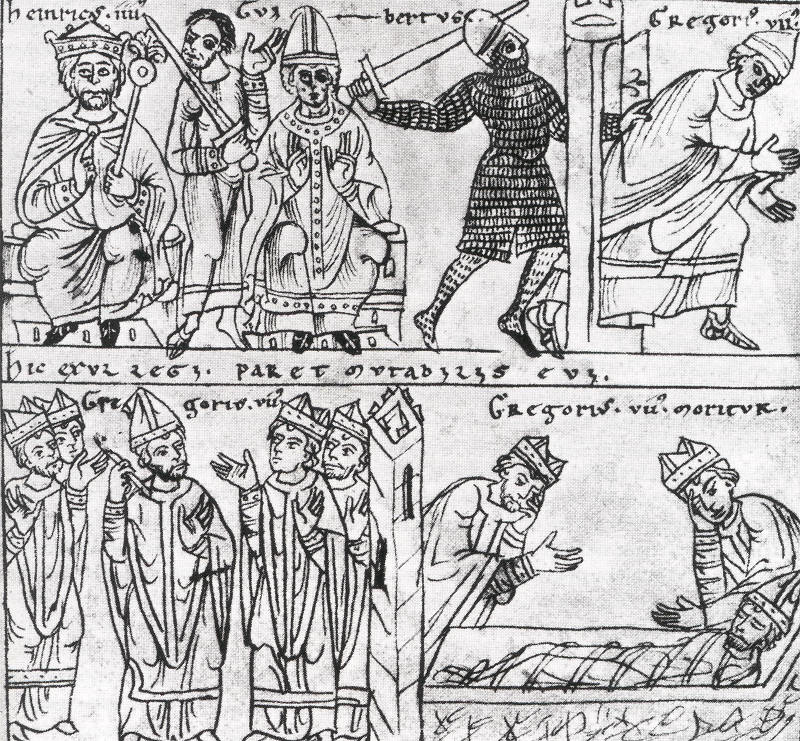
Enric i l'antipapa Clement III. Mort de Gregori VII.

És arrel de la reforma de Cluny que sorgix una querella de dimensions geopolítiques entre el Sacre Imperi Romanogermànic i els Estats papals. Entre el 1075 i el 1122 el papat mira d'aplicar les noves normes concebudes arrel de la reforma gregoriana. Aquesta voldria lluitar contra les faltes a les obligacions del clergat en vista de satisfer les crítiques creixents contra l'Església catòlica que com més va més criticada és per la corrupció, les seves riqueses materials, així com la manca de lleialtat a allò que s'especifica a la Bíblia mateixa.

Això comportava doncs un control més acèrrim de la jerarquia catòlica per part del papat així com una separació entre església i política. Ara bé, el Sacre Imperi Romanogermànic s'havia format justament mercès a la unió entre les dues perquè així recolzava les seues polítiques expansionistes. Per això la dinastia sàlica exercix aleshores un control elevat sobre l'elecció dels papes i la nominació dels capellans de l'imperi. 
Nota: la lluita de les investidures és el primer precedent al món medieval de separació entre Església i Estat. No tenim, això no obstant, una real separació, sinó més aviat una separació virtual vist que la composició mateixa de l'estructura social és teocràtica i els feus sota les seues diferents formes legitimen la possessió a mans de l'Església catòlica. 
A partir del moment en què Roma vol retornar la seua autoritat i escollir tota sola els càrrecs a ocupar a la jerarquia, Enric III del Sacre Imperi Romanogermànic s'hi oposa i amb això neix un conflicte territorial i polític que sacseja l'Església i la resta de regnes cristians d'Europa. El clergat es revolta contra l'Església així com la noblesa. Li seguixen excomunicacions, expulsions, antipapes, antireis i negociacions tenses a banda i banda.

A la successió d'Enric IV, en vista de l'acceptació d'una certa separació amb compromís per part de França i Anglaterra, es veu forçat a acceptar les prerrogatives papals. El concordat de Worms segellà de forma temporària la pau perquè amb el ròssec del temps, la línia fina que unix política i religió torna a qüestionar-se en l'anomenat Cisma d'Occident. No debades, tot plegat contribuïx a debilitar la Reichskirche otona i enfortit en paral·lel els prínceps seglars germànics. És el declivi de la dinastia sàlica. 
S'ha de notar que el concordat final s'aconseguix en acord mitjançant una assemblea. No hi tenim cap mena de democràcia en peu però més aviat una assemblea estamental. És aleshores una pràctica habitual del Sacre Imperi Romanogermànic. L'emperador és triat pels ducats que conformen el regne en una assemblea dita Dieta. En aquesta s'hi poden presentar els territoris annexionats com ara les Confederacions Suïsses o part del territori belga i luxemburguès actual. Això no li treu el tarannà estamental i aristocràtic vist que només hi assisteixen nobles i representants de les diferents nobleses de l'imperi. 

### L'any mil alemany

#### Temps de croades
El període entre el 1096 i el 1291 fou l'època de croades. Es tractava d'expedicions militars organitzades per l'Església, segons que demanava el papat, per alliberar Jerusalem i "la terra Santa" de mans musulmanes. Foren llançades en resposta a la invasió de l'Imperi cristià d'Orient pels turcs musulmans a partir del segle VII. De rerefons hi trobem altres motius que no són precisament els que el papat arguïa. La ruta de la seda proveïa temps ençà de productes que l'Occident necessitava o desitjava. La invasió de terres ortodoxes tallava aquest accés. A més a més, hi havia un creixent poblament nobiliari que necessitava fer-se amb terres i el territori europeu no podia pal·liar-ne les exigències amb els feus existents. L'Església per la seua banda seguia volent mantenir el concepte de cristiandat que havia de fer-se extensible a tot el món conegut. Per tot això, pretextant la immoralitat de deixar la tomba de Crist a mans "herètiques", els regnes cristians d'Occident, principalment Hongria, Anglaterra, França i el Sacre Imperi Romanogermànic, decidiren llançar una llarga guerra contra el món musulmà. Són les croades que en el cas germànic serviren per enlluernar el poder dels Hohenstaufen.

El Sacre Imperi Romanogermànic hi participà a partir de la tercera. Fou Frederic de Barba-roja qui volgué contribuir a la crida papal i per això s'endinsà en un conflicte de dimensions amb el qual perdé la vida. La tercera croada veié néixer semblantment la creació de l'Orde Teutònic que es fundà a Palestina sobre la base d'un hospital de recollida de militars o altres civils afectats per la guerra. Frederic I de Hohenstaufen fou l'emperador és popular de la seua època i amb més prestigi. Probablement per això s'usà i participà a la guerra. El rei germànic era adorat i exaltat per la propaganda imperial que l'embellia amb trets messiànics. És dir poc atès que després de la seua mort caigué la dinastia del Hohenstaufen, però, amb el temps el seu regne esdevé font d'inspiració per al nacionalisme alemany. Aquest pretengué al XIX unificar els territoris de parla alemanya en vista a construir un únic Estat nacional i unitari. 
Frederic de Barba-roja no era ben vist a totes bandes. El papat especialment no suportava la presència i existència mateixa del rei germànic perquè la jerarquia catòlica s'esbatussava aleshores contra les seues ambicions territorials. Tant és així que el mateix papa mai tingué recança en designar l'emperador germànic com a "rei teutònic", la qual cosa el reglava a un simple rei i no emperador, al mateix nivell que la resta de reis cristians. La paraula teutó és efectivament traduïble per alemany però no pas per germà. Germània era una província romana i designar el rei com a emperador de Germània, el tornava a la línia de l'Imperi Romà i el seu prestigi. Reglar-lo a rei alemany era donar-hi una connotació negativa perquè s'associava al barbarisme de les tribus germàniques d'antuvi. No cal perdre de vista, però, que és a partir de 1157 que veiem escrita l'apel·lació de Sacre Imperi Romanogermànic com a voluntat explícita de simular la reconstrucció més il·lusòria que real de l'antic imperi romà. 
Durant el seu regnat, Barba-roja promou campanyes militars incessants a Itàlia per fer-se amb el territori. En aquestes l'emperador s'arranja problemes amb Enric el Lleó. El seu germà veu com les relacions amb Frederic es desgasten. Entre altres motius hi trobem el fet que Enric el Lleó haguera decidit no enviar més tropes per la cinquena expedició a Itàlia o que paral·lelament el mateix Frederic signàs entre el 1175 i el 1176 un pacte de successió amb Welf V. Dos fets que entren dins la culminació d'unes relacions ja deteriorades. Enric el Lleó exercia prou autonomia per no haver d'atendre l'autoritat del seu cosí. Això era quelcom que Barba-roja retreia. L'any 1179, a la Dieta de Worms, l'emperador acusa Enric el Lleó de diversos abusos. El seu cosí en represàlia llança aleshores un contra-atac immediat, acusant l'arquebisbe de Colònia, aliat de Barba-roja, d'haver assetjat la regió de Hamelin. La querella jurídica que se'n seguí evidencià i d'alguna manera vingué a confirmar l'autoritat de les Dietes sobre els emperadors. Efectivament la Dieta de Worms acaba desposseint a Enric de Lleó, és a dir, decidix per compte de l'emperador allò que en qualsevol altre regne s'hauria resolt directament a partir del tron.
La no-acceptació de la decisió revolta el regne i posa l'exèrcit de Barba-roja contra seua alhora que Enric el Lleó veu una part de la noblesa, és a dir, una meitat del regne sollevada contra seu. El daltabaix s'accentua amb la presència de França i Anglaterra en el conflicte després que el mateix Frederic s'aliàs amb el rei francès per fer-se respectar com a emperador. Són les aliances que teixïx amb França les qui el porten definitivament a fer la guerra contra el poder musulmà a Jerusalem, allà on acabà morint en batalla. La seua mort deixa un període d'interregne en què no hi governà cap monarca.

##### Les croades bàltiques

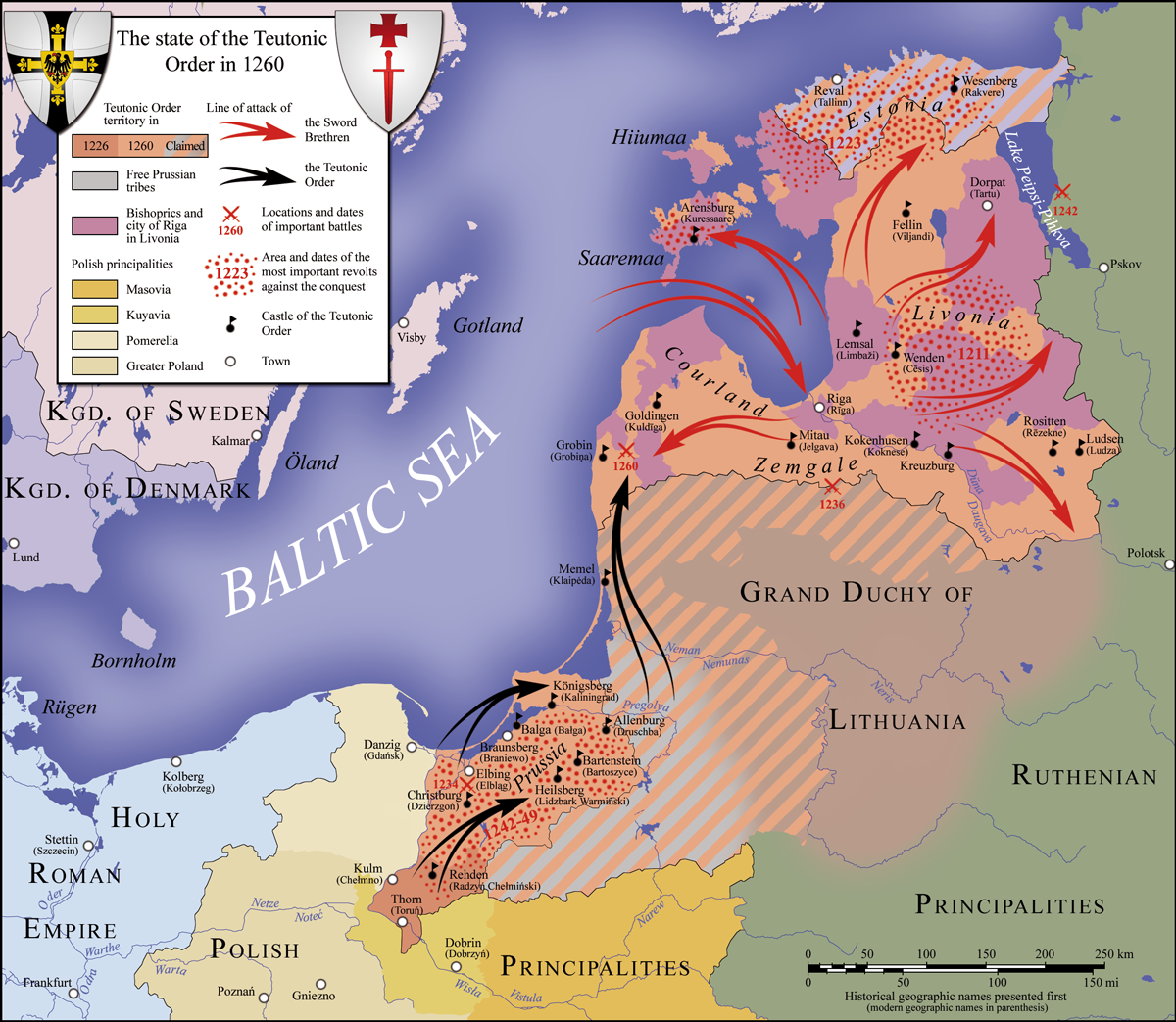
Mapa amb els Estats teutònic de 1260

Les croades bàltiques foren una sèrie de campanyes militars que els regnes cristians d'Europa portaren contra les poblacions de la costa bàltica. L'objectiu altre cop apel·lava a la necessitat de cristianitzar els pobles bàltics en ésser "pagans". Rere, però, s'hi dibuixava la intenció de fer-se amb territori així com les croades contra Jerusalem havien de salvar la tomba de Crist.

En aquesta nou episodi de vessament de morts i banys de sang, l'Ordre Teutònic funda noves fortaleses imperials autoatorgant-se drets municipals i llibertats a mode de colònia. Un seguit de ciutats neixen d'aquestes primeres fundacions i s'acaben unint sota la Lliga Hanseàtica. Allà s'hi potencià el comerç amb els Estats que envolten el mar Bàltic, així com amb el Països Baixos i Anglaterra. 
És important posar aquestes croades dins el seu context. Des de Suècia hi hagué en aquella època una promoció incessant de la cristianització de la població finesa, sueca i bàltica. Els esdeveniments exteriors com les morts de caps cristians contagien la retòrica política que troba llavors l'ocasió ideal per promulgar una croada contra Lituània, Estònia i Letònia. 
A nivell historiogràfic, aquest procés de colonització s'ha acabat designat a Alemanya com a "Expansió germànica de l'Est". És així perquè des d'un punt de vista nacionalista i etnocèntric, s'ha volgut veure en aquesta invasió, l'extensió de territori germànic cap a Bohèmia, Silèsia, Pomerània, Polònia i Curlàndia. De tot plegat, caldria no perdre de vista que és mercès a aquesta expansió que el Sacre Imperi Romanogermànic acaba bastint estats al vell mig de les costes bàltiques. Els Estats teutònics foren efectivament una creació germànica que s'origina en el convit per part polonesa d'anar-se'n a cristianitzar les tribus prussianes del bàltic.

### Reformes, crisis i epidèmies

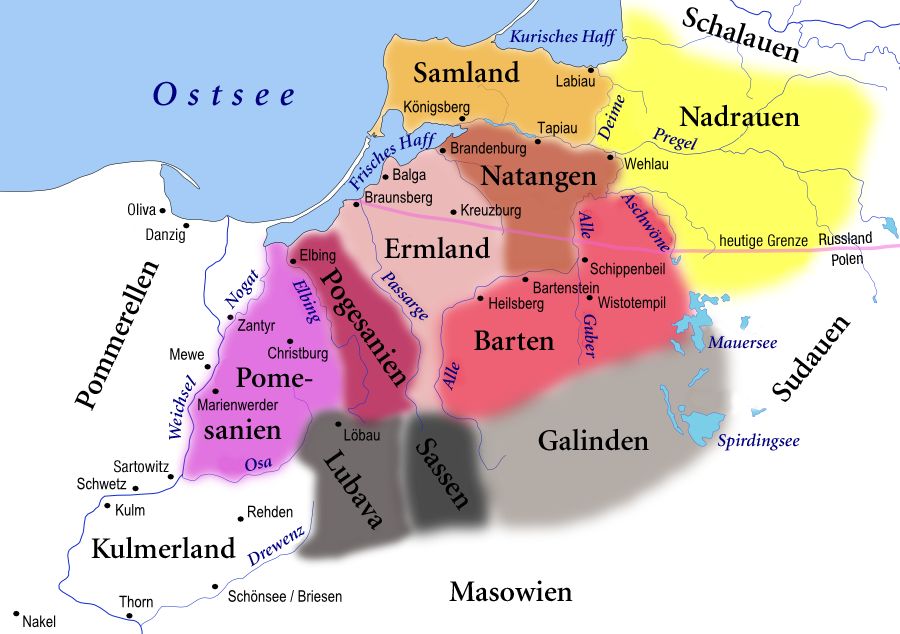
Expansió territorial prussiana de l'Ostsiedlung.

Des de l'any 1349, si més no per la documentació que ens ha arribat, la pesta sacseja el territori alemany actual i Prússia. Colònia es veu atesa per l'epidèmia al mes de desembre d'aquell any. Tota Alemanya s'acaba infectant malgrat que és al nord del país on la mortalitat és més forta. Les conseqüències econòmiques no es deixaren esperar: declivi de la producció agrícola i artesanal, aturada dels transports, etc. A l'est, la pesta tingué com a conseqüència la deserció de les terres pobres. Els prínceps, en recuperar-les, apugen els seus drets de tribut i, en ésser els senyors directes, la violència creix en cas de no cobrament. La pressió demogràfica clava la situació.
Efectivament, hi ha un desenvolupament demogràfic important que s'explica pel creixement del comerç mediterrani. Les ciutats tornen a aparèixer després d'haver-se replegat amb la caiguda de l'Imperi Romà. La proliferació d'aquestes permet un augment important de la població. Hi ha dos pols que promouen aquest canvi: Flandes i el nord d'Itàlia.
La pressió tributària, la pressió demogràfica i la pesta, es troben en l'origen de:
- la invasió de l'est europeu

A banda, França s'intenta construir un estat més centralitzat i que tingui accés als recursos necessaris per fer front a les ambicions expansionistes de la corona anglesa. Aquesta també és com els seus homòlegs, universalista, és a dir, pretén construir un imperi. Pretexta doncs que té dret legítim a fer-se amb el tron francès i engendra la Guerra dels Cent Anys.
El territori franc que s'havia començat a fragmentar amb la mort de Carlemany ja no presenta el mateix aspecte. A l'est, l'antiga França Mitjana és a mans del Sacre Imperi Romanogermànic. Les Confederacions Suïsses són gairebé en mans germàniques i es presenten a la Dieta. El territori luxemburguès passa igualment a mans germàniques. Flandes era aleshores un feu francès però amb la fragmentació carolíngia acaba assumint autonomia fins a poder-se deslligar de facto de França. França, que voldria recuperar les fronteres de Carlemany, no accepta que Flandes mantingui negocis amb Anglaterra. Anglaterra que vol fer-se amb territori francès, vol tallar el proveïment a França i, la casa Borgonya, vol quedar-se amb Flandes per construir-hi uns Grans Països Baixos.
Per tota aquesta situació França es veu necessitada de recursos i resol bastir una monarquia més centralitzada amb l'objectiu de controlar tot el territori franc. I, en fer-ho, ha de contestar l'autoritat imperial de l'Església catòlica.
Això explica l'origen de:
- el Gran Cisma d'Occident;

Al final d'aquest cisma, el Sacre Imperi Romanogermànic és una potència a Europa en decadència. Ha aconseguit annexionar-se el bàltic i part del territori polonès, a més d'arribar a Hongria. Encara posseïx part del nord d'Itàlia en virtut d'allò que quedava de la fragmentació de la França Mitjana. Finalment, posseeix alguns enclavaments de Lorena, poder d'influència sobre Luxemburg, Suïssa i el territori neerlandès. Però el model centralista francès esdevé més eficaç i el Sacre Imperi Romanogermànic perd progressivament el tron universalista.
El Cisma d'Occident desestabilitza aleshores el Sacre Imperi Romanogermànic. L'escletxa entre les dues esglésies delma la imatge d'una església i el Sacre Imperi Romanogermànic donà suport al bàndol italià. La centralització francesa és desitjada una mica per tot el centre-est europeu però el Sacre Imperi Romanogermànic no és un estat centralitzat. La separació d'esglésies és mal percebuda en territori txec actual i en surt la dissidència protestant. Dissidència que el Sacre Imperi Romanogermànic vol callar perquè, recolzada per nobles, fracturaria el Sacre Imperi Romanogermànic.
Per tot això al final de l'edat mitjana el Sacre Imperi Romanogermànic es troba en decadència.

#### La invasió de l'est europeu
Es coneix amb el nom d'Ostsiedlung la colonització alemanya a l'Europa Central i Oriental que començà al segle xii i conclogué al segle xv. A l'Alta Edat Mitjana la població de parla alemanya marxa cap a l'Europa central i oriental degut a una forta pressió demogràfica, així com a la crisi derivada de la pesta. La colonització tingué una cara violenta i una altra de més pacífica. El rei de Polònia crea marques militars, districtes fronterers, de Brandeburg a Mecklemburg. Lotari III n'obté la submissió dels prínceps obotrits i pomeranis, a la vegada que fa casar la seua filla única al duc de Welf, més conegut com a Enric el Superb, amb la cessió del ducat saxó corresponent. Els welf eren els eslaus i sembla que el terme és una llatinització per designar-los. Les marques quedun protegides per Enric el Super, Aldolf I de schauenburg i Albert l'Os. Els prínceps estigueren en l'origen de grans dinasties particularment actives a la colonització de les regions de l'est.
Les vagues colonials estigueren motivades per una promesa d'obtenir millors terres. El fet que es pogués ocupar militarment territori aliè i afranquir-se era un bon al·licient. Nodrint-se de retòrica evangelitzadora, la població marxa massivament i s'instal·la en territori central i oriental europeu. Aquest episodi és molt important de destacar per comprendre episodis de la història mundial i alemanya. En efecte, durant l'entreguerres i fins i tot durant el segle xix, la propaganda feixista alemanya argumenta tenir un "espai vital" a l'est d'Europa, principalment a Txèquia i Eslovàquia. La propaganda estatal pren com a fonament aquesta colonització esdevinguda durant l'edat mitjana. Els episodis que porten a la Segona Guerra Mundial s'originen doncs d'aquest episodi medieval.
Polònia tenia efectivament territori de parla alemanya perquè històricament el país ha estat fragmentat per Rússia i Prússia, les quals hi motivaren vagues d'immigració de parla germànica o russòfona. El mateix episodi es repeteix si fa no fa amb Txèquia i, d'ací doncs, que l'Alemanya Nazi reivindiqués el territori dels Sudets. La qüestió a l'est era purament expansionista atès que Prússia hi havia promogut migracions com a mètode de substitució cultural.

#### Gran Cisma d'Occident
El Gran Cisma d'Occident fou la crisi pontifícia que sacsejà el cristianisme romà vers als segles xiv i xv (1378-1417). Dividí durant quaranta anys l'Europa cristiana en dos corrents ideològics rivals. És a dir, trencà temporàriament el concepte universalista imperial de l'Església catòlica: la cristiandat.
S'explica per diverses causes:
- A França el rei manté guerres interminables contra Flandes i Itàlia perquè vol apoderar-se'n per tenir recursos
- França i Anglaterra s'està lliurant la Guerra dels Cent Anys i el rei francès necessita recursos
- El comerç i el floriment progressiu de les ciutats fa néixer una incipient classe mercantil

Així doncs França mira de trencar amb el sistema de les tres ordres que caracteritza el feudalisme europeu. D'aquesta manera aconseguia arribar als recusos d'aquests nous marxants. De fet, l'ambient urbà creixent desenvolupa escoles laiques i l'Església catòlica perd progressivament el pes que posseïa en la cultura i difusió del saber. Aquest element constituïa el seu poder tou per mantenir-se com a imperi.
Bonifaci VIIIè i Felip el Bell s'esbatussen doncs en l'anomenat Cisma d'Occident. Una part del papat marxa a Avinyó i s'hi proclama la seu del Papat mentre que l'altre es queda a Roma i contesta l'autoproclamació de papes a Avinyó. Aquesta crisi tingué un caire internacional. Castella, Aragó-Catalunya, Borgonya i Escòcia es posicionen del costat francès mentre que Hongria, Flandes, Anglaterra o el Sacre Imperi Romanogermànic es posicionaren del costat italià.
Les intrigues de palau tornen doncs a posar-se a l'ordre del dia a la Dieta del Sacre Imperi Romanogermànic i Roma aconsegueix destituir Venceslas, favorable a Avinyó, per col·locar-hi el compte palatí Robert de Wittelsbach, favorable a Roma. Durant el regne de Robert I del Sacre Imperi Romanogermànic la confrontació fou constant entre els partidaris dels papes i dels antipapes. És finalment amb la seua mort, l'any 1410, quan el germà de Venceslas, Sigismond, escollit nou monarca del Sacre Imperi que pren final el Gran Cisma d'Occident. Se celebra el Concili de Constància (1414-1418). L'acord de pau posà les bases per a noves guerres i, sobretot, el declivi definitiu de l'imperi eclesiàstic.

## Edat moderna

### Renaixement i humanisme

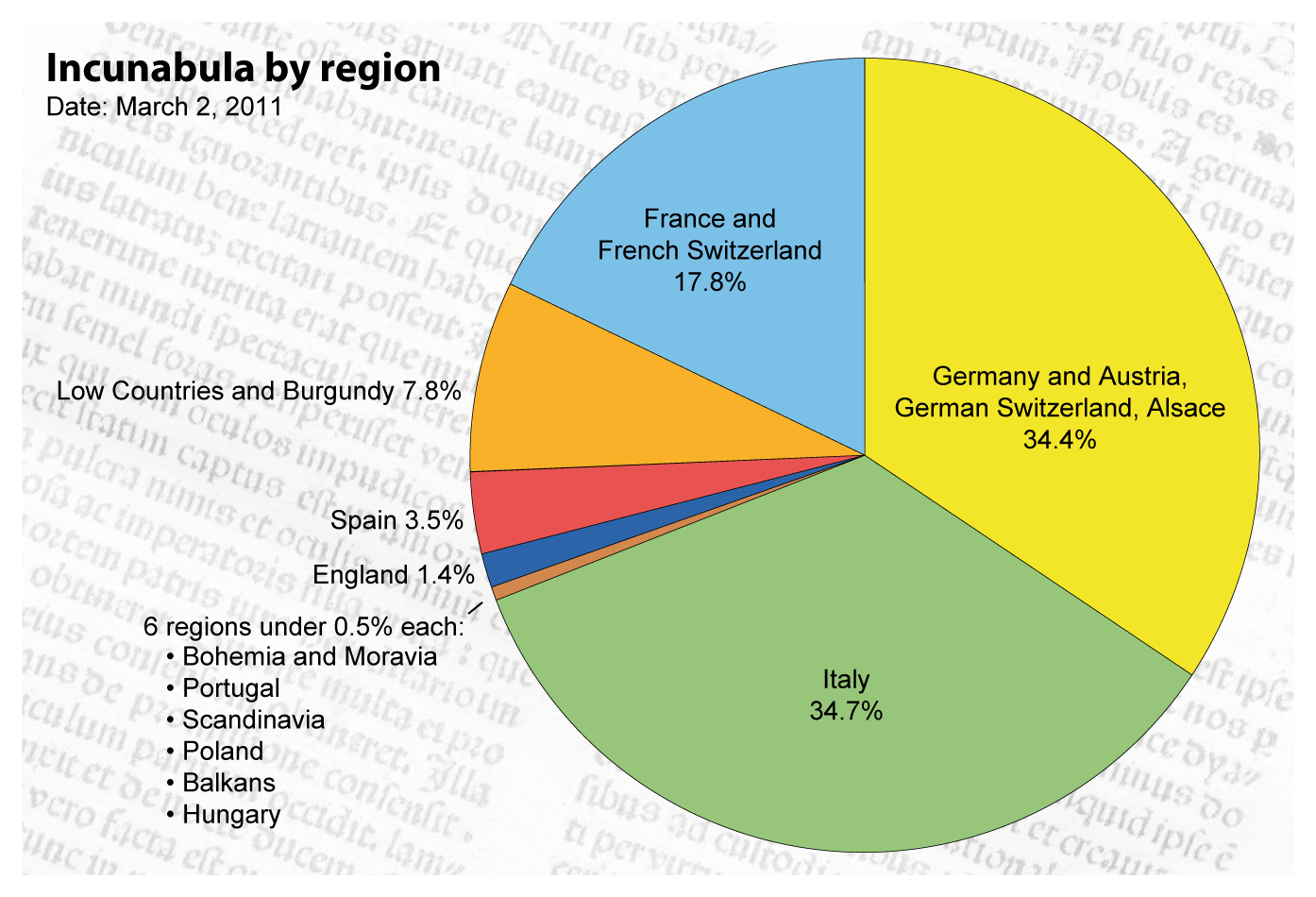
Proporció de llibres impresos el per regió

L'abat benedictí Hildegard von Bingen (1098-1179) redactà molts escrits de gran influència teològica, i, igualment, sobre botànica, medicina, així com de lletres, com ara músiques litúrgiques, poemes, etc, amb acompanyament de miniatures il·luminades molt apreciades. És l'un dels personatges destacats del Renaixement i humanisme a Alemanya.
Vers el 1439, Johannes Gutenberg inventa la impremta amb què s'imprimix la Bíblia de forma més moderna i ràpida. Això permet una divulgació importantíssima a escala europea de l'humanisme. D'aquesta manera penetra progressivament una mica per tot el continent. Les exigències de reforma a Suïssa i a Txèquia aprofiten aquest nou aparell per divulgar la Reforma protestant.
La impremta de Gutenberg tingué un paper primordial per a la divulgació de la ciència. Això contribuí a desplaçar el poder fàctic de l'Església catòlica i d'aquesta manera el coneixement s'allibera progressivament fins que ateny un màxim esplendor amb la Il·lustració. A Europa hi ha un desplaçament dels centres d'interès a causa del floriment de les ciutats estat italianes. El comerç allibera l'antiga i rígida estructura feudal i, per tant, allibera una nova classe marxant que voldria nodrir-se de saber. Això permet alliberar igualment el pensament. D'aquesta forma l'ambient cultural passa a donar més importància a l'home. S'abandona el discurs mític i s'adopta un punt de vista centra en l'home.
De retruc, tindrem un interès creixent cap a l'Antiguitat clàssica europea. I, a Alemanya, entre el segle xvi i XVII, Albercht Dürer assumeix el paper protagonista com a pintor del Renaixement. Políticament, d'altra banda, la idea de la monarquia universalista s'eixampla i amb les reformes promogudes per Frederic III, l'imperi s'acaba allargant fins a la península ibèrica. Quan puja al tron Carles Vè, hereu Habsburg, el Sacre Imperi Romanogermànic deté sota les seues potes gairebé tot el continent europeu: territori de parla castellana, gallega, catalana, neerlandesa, frisona, txeca, alemanya, italiana, luxemburguesa, etc.
És l'imperi que no veu com cau el sol. En efecte, en apropar-se a la doble corona de Castella i Aragó-Catalunya, el Sacre Imperi Romanogermànic té accés a les colònies americanes i, per tant, a la potència en què es transforma Castella. Aquesta rivalitza aleshores amb Portugal per implantar un imperi: l'hispànic. Aquest ha de posseir tota la península ibèrica. Per tant, per un costat, com per l'altre, el poder dels Habsburg a Europa es torna de cop i volta molt fort.

### La Reforma protestant

#### Les guerres de religió a Alemanya

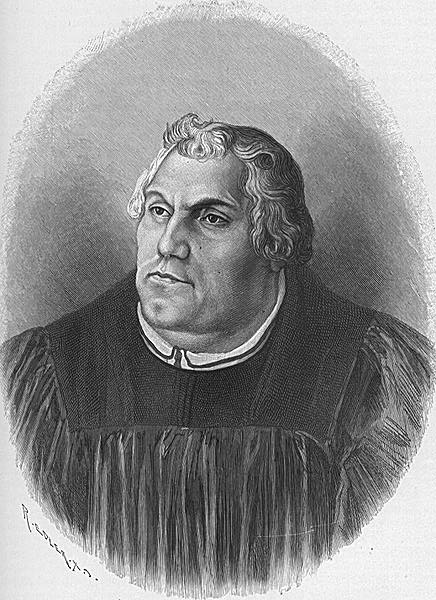
Luter

Tot i les reformes empreses per Maximilià I i que permeten a la corona accedir a les possessions hispàniques amb Carles Vè, les corrents reformatòries de l'Església catòlica circulen una mica per tot Europa i al Sacre Imperi Romanogermànic, per descomptat que no hi faltà criteris crítics contra l'Església catòlica. El primer d'aquests fou Jan Hus. Donà forma al moviment hussita per diferents causes. Hi tenim primerament un sentiment generalitzat a Bohèmia de subjecció al Sacre Imperi Romanogermànic després que aquest s'ha annexionat l'est europeu. A Bohèmia el cristianisme hi ha arribat molt tard i té contactes molt més estrets amb el cisma ortodox. La pobresa és generalitzada i el tarannà diferent txec explica que no s'acabi de veure del tot bé que l'Església catòlica faci de l'opulència el seu bé. Per tot això, Jan Hus contesta l'autoritat eclesiàstica i els prínceps bohemis hi adhereixen.
Carles Vè no vol pas que es qüestioni l'autoritat de l'Església catòlica perquè és sobre aquesta que rau en part el seu poder i la construcció del Sacre Imperi Romanogermànic. A més a més, se n'adona aviat que necessita tenir població religiosament homogènia per evitar trencadisses territorials. D'aquesta forma decidix perseguir tot dissident. D'aquesta autoritarisme tindrem les Guerres Hussites (1419-1434) que unïxen pobresa, ambicions territorials i contestació religiosa.
Al sud i oest del país, els mateixos motius porten els camperols a revoltar-se en l'anomenada Guerra dels Camperols (1524-1526) mentre que a les Confederacions Suïsses, hi esclaten les guerres de Kappel. En aquest territori autònom, però sota les ordres de la Dieta, s'hi desenvolupa l'anomenada Reforma zwinglista a Zuric en resposta a la predicació i a la influència d'Huldrych Zwingli. Nascut a Suïssa, Zwingli arriba a les mateixes conclusions que Martí Luter amb tota independència i sense cap mena d'influència entre l'un i l'altre. Dos anys abans que Luter, publica justament les reformes que considera que s'han de fer a l'Església catòlica. Guanya aviat una gran part de la confederació que es trenca en quatre guerres de religió:
- Primera Guerra de Kappel
- Segona Guerra de Kappel
- Primera batalla de Villmergen
- Segona batalla de Villmergen

La qüestió religiosa acaba doncs dominant el segle XVIè alemany. L'any 1517, el monjo i teòleg Martí Luter incendia Alemanya publicant a Wittenberg les seues famoses 95 tesis on hi critica obertament el papat i la venda d'indulgències. Malgrat ésser excomunicat pel papa Lleó Xè l'any 1521 i exclòs per l'Imperi de Carles Vè, les seues idees progressen a tot Alemanya, entre d'altres, mercès a la impremta. Humanistes com Melanchthon, artistes com ara Dürer, entre d'altres, adherixen a les seues idees i això fa escampar les crítiques una mica per tot Europa.
Per aquest motiu, els camperols d'Alemanya del sud es revolten i arrel d'això el continent europeu es troba envoltat en realativament pocs anys en un ambient de guerra constant, oficialment per motius religiosos però, sobretot, per motius polítics. L'historiador conservador Geoffrey Elton considera que "la pagesia s'hi va comportar generalment amb una remarcable moderació" però segons Friedrich Engels, "mostraren una extraordinària manca de determinació en allò que concernix l'actitud a adoptar […] en quant a la noblesa i els governs. Efectivament, les primeres revoltes foren espontànies, gens organitzades, cara il·lustrativa d'una pagesia gens contenta amb la seua situació econòmica.
Les guerres vingueren acompanyades d'onades importants de repressió per part de l'Emperador. L'actitud de l'Imperi fa passa les revoltes a vertaderes guerres. Podem posar exemples com la Guerra d'Esmalcalda o la Guerra de Colònia. Luter hi era contrari perquè defensava el sistema malgrat que pensava que caldria reformar-ne algunes pautes. Humanista, era contrari a la violència i per això mateix s'indignà en veure com el seu manifest acabà en camp de batalla.
Els prínceps electros de Saxònia, el Palatinat, Brandeburg, etc, es convertiren al luteranisme. S'hi confiscà els bens de l'Església catòlica. Albert de Brandeburg, prengué fins i tot el títol de la família dels Hohenzollen. Gran mestre de l'ordre Teutònic, es convertí igualment al luteranisme i s'atribuí els immensos bens de l'ordre de Prússia. D'aquesta forma es fa amb el títol de duc de Prússia l'any 1527. A banda, alguns prínceps voldrien la pau i per això pensen que si s'aconsegueix suprimir els abusos de l'Església catòlica mercès a un concili, deixarà d'haver-hi violència. La Dieta d'Augsburg del 1530 no fa altra cosa que empitjorar la situació. El monarca hispànic ordena la devolució dels béns confiscats i els prínceps protestants s'hi revolten unint-se en l'anomenada Lliga d'Esmalcalda.

#### Expansió de la reforma a Europa
Les guerres s'acaben internacionalitzant. La figura de Joan Calví, per exemple, apareix a la segona part del conflicte entre protestants i catòlics just després de l'excomunicació de Martí Luter. Calví tenia 25 anys quan decideix redactar la primera edició del seu tractat de teologia titulat Institucions de la religió cristiana l'any 1534. Aquest treball pateix un cert nombre d'evolucions després de la seva publicació l'any 1536. Els treballs pastorals posteriors així com aquesta redacció són els que contribuïren a donar encara més empenta a les esglésies reformades. Per culpa d'això mateix es veu exiliat a Ginebra i a Suïssa la seva presència té encara més impacte, sigui en la societat europea de l'època, com en la societat suïssa mateixa. Paradoxalment, si Calví ha de fugir de França i anar-se'n a Suïssa per les seves idees, a Suïssa mateix un altre teòleg, Pierre Viret, ha de marxar de la seva terra per anar-se'n a viure a França. Aquest segon personatge tingué discussions sonades amb Calví per l'aplicació mateixa de la Reforma protestant al cantó on nasqué. Amb Martí Bucer, Heinrich Bullinger, Pierre Martyr Vermigli, Ulrich Zwingli, Theodosi de Bèze, Guillem Farel i John Knox, Calví jugaren un paper molt important en l'elaboració de les doctrines de les esglésies reformades.
Per tot això, França es deixa emportar per la Reforma protestant, així com les illes britàniques, de forma que hi succeeixen diverses guerres:
- Anglaterra:
  - La revolta de la Lliure Oració Comú (1549)
  - El Sollevament del Nord (1569)
  - La guerra angloespanyola (1585-1604)

- Escòcia:
  - Sollevament protestant (1559-1560)

- França:
  - Guerres de religió a França (1562-1589)

- Irlanda:
  - Rebel·lions de Desmond (1569-1583)
  - Guerra dels Nou Anys Irlandesa (1594-1603)

Mentre l'expansió de la crisi religiosa protestant anava acabant al Sacre Imperi Romanogermànic amb la Pau d'Augsburg del 1555, les guerres continuaren fuetejant Europa, principalment França, on les intrigues de palau, les ambicions imperials i la qüestió religiosa afronten catòlics contra huguenots.
- Rebel·lions hugonots (1621-1629)

#### La Contrareforma
Després d'haver vessat sang als territoris de parla alemanya i, de fet, mentre se'n vessava a França o Anglaterra, l'Església catòlica accedix a partir del 1545 a reformar la jerarquia catòlica, la qual cosa havia de significar una aturada de la repressió que prengué una cara dramàtica a la península ibèrica amb el Tribunal del Sant Ofici. Es tracta de la Contrareforma que sorgí després del Concili de Trento.
L'esforç de la Contrareforma se centrà en dos eixos. El primer, la restauració de la bona imatge de l'Església catòlica amb la producció d'un barroc dramàtic, teatral i exagerat. La litúrgia no pot acceptar instruments perquè l'objectiu és llegir la Bíblia, no pas fer de les esglésies un concert de música. Dit d'una altra manera, l'Església catòlica rebaixa les relaxacions que s'havien anat desenvolupant d'ençà el final de l'edat mitjana. El segon, d'altra banda, fou el reforç dels mecanismes per controlar socialment la població dissident.
Aquestes reformes incloïen la fundació de seminaris per a la preparació adequada dels preveres en la vida espiritual i les tradicions teològiques de l'Església, la reforma de la vida religiosa fent tornar els ordes als seus orígens espirituals, i l'aparició de nous moviments espirituals enfocats a la vida devocional, basats en l'ascetisme, en la predicació propera i en la renúncia al luxe i a una relació personal amb Crist, amb un paper central de la pregària, que incloïa els místics espanyols i l'escola francesa d'espiritualitat. Es reforçà també el lideratge del Papa com a cap de l'Església.
I és que l'emperador Carles Vè es veié envoltat en la política conqueridora de la corona d'Espanya per tot el món i descuidà la condició d'emperador alemany, que també posseïa. Els catòlics perderen presència a Alemanya fet pel qual hagué de realitzar la Contrareforma, amb què aconseguí recuperar terreny enfront dels protestants. La situació degenerà, però, a la Guerra dels Trenta Anys (1618 a 1648) que devastà regions completes d'Alemanya.

#### Guerra dels Trenta Anys
La Guerra dels Trenta Anys fou una sèrie de conflictes armats que estriparen Europa des del 1618 fins al 1648. Les causes són múltiples però l'esdeveniment que fa esclatar la guerra fou la Revolta dels protestants txecs de la casa d'Habsburg a Bohèmia. La repressió de què foren objecte i el desig dels Habsburg d'anar estenent la seua hegemonia així com del manteniment de la religió catòlica són el pretext per a la guerra.
S'hi oposaren els Habsburgs d'Espanya i del Sacre Imperi Romanogermànic, recolzats pel papat, contra els Estats alemanys protestants del Sacre Imperi Romanogermànic, aliats a les potències europees veïnes, majoritàriament protestants, tot i que no només. Fou el cas de les Províncies Unides o dels països escandinaus pel recolzament protestant, i, de França pel que fa al recolzament catòlic.
Rere l'aparença religiosa d'aquesta guerra, s'hi jugava el domini imperial del planeta. Els Borbons de França volien fer caure l'imperi Habsburg perquè, gelosos de les seues colònies, portugueses com hispàniques, del seu domini europeu, feien ombra a la potència francesa. Alhora Anglaterra volia veure caure l'imperi Habsburg perquè en plena cursa colonial, l'imperi hispànic feia ombra a l'anglès. Així doncs la guerra implicà al conjunt de les potències europees segons si estaven o no en contra del Sacre Imperi Romanogermànic.
La guerra pren doncs diverses formes a Europa. A la península Ibèrica, per exemple, fou utilitzada per restaurar la independència de Catalunya i Portugal, entre d'altres. Als països escandinaus s'hi jugava el fracàs o èxit del projecte panescandinau suec. A la guerra hi participen mercenaris, s'hi vessa sang, amb pobresa estesa, massacres i malalties diverses que provocaren la mort de milions de persones, bé civils com militars. La guerra ha pesat durant molt de temps en la demografia i l'economia dels Estats alemanys i del regne d'Espanya, permetent, tanmateix, l'assentament de França com a potència a Europa i apagant, d'aquesta forma, la potència que constituïa el Sacre Imperi Romanogermànic.
Les ambicions imperials de França i Anglaterra permeteren el restabliment de la independència d'Holanda però se'n fracturà el territori neerlandès. Alhora mentre Catalunya fou desposseïda i dividida, Portugal retroba la seva independència, no sense teixir llaços amb Anglaterra per evitar noves annexions per part de Castella. Políticament, la guerra fou l'escenari d'afrontament entre el model absolutista francès i el model confederat hispanicoalemany. L'absolutisme francès aconseguí doncs hissar la bandera de la victòria, no sense haver-se de lliurar futures guerres de successió a Europa en què Anglaterra i França es feren de forma interposada guerres pel tron imperial d'Europa i Amèrica.

#### El Setge de Viena
A banda dels episodis sagnants entre cristians al Sacre Imperi Romanogermànic, el monarca electiu i emperador romà hagué de fer front a les invasions otomanes a l'est i sud-est d'Europa. L'Imperi Otomà, que anà guanyant terreny amb la presa de Constantinoble al segle xiv, mira d'annexionar-se territori austríac i hongarès. Aconseguix avançar i penetrar sòl grec i de mica en mica s'apodera dels Balcans.
Els principals adversaris dels otomans foren la República de Venècia, el Sacre Imperi Romanogermànic i la doble corona de Polònia-Lituània. Vers el final del segle XVIIè s'hi afegí Rússia. França participà alguna vegada però de forma molt esporàdica. Dins el context que ens porta a la Guerra dels Trenta Anys, el regne francès vol veure caure el Sacre Imperi Romanogermànic i, per tant, no fa res per evitar que l'Imperi Otomà l'envaïsca. L'ambició territorial porta doncs a una defensa constant de les fronteres. El fet que l'Imperi dels Habsburgs aconseguira aturar les incursions i derrotar el Setge de Viena el poder otomà l'any 1529, fou vist a l'època com una vertadera victòria i barrera defensiva contra aquells que l'Imperi i l'Església catòlica qualificaven d'infidels.
L'ocupació i les penetracions en terra aliena de l'Imperi Otomà fou un factor de desestabilització del Sacre Imperi Romanogermànic durant l'Edat Moderna. El regne, força contestat dins les seves pròpies fronteres, es trobava amb un perill imminent d'invasió estrangera i per això les guerres contra el poder otomà prengueren un caire polític molt pronunciat.
Les guerres entre cristians i contra musulmans desenvolupà els exèrcits i la indústria de les armes. Les ciutats es transformaren arran de grans construccions emmurallades. La pols vinguda de la Xina permeté canviar completament l'aspecte que tenien les guerres. Les exploracions a altres continents contribuïren a bastir grans armades mercès al desenvolupament econòmic que oferia l'explotació de territoris aliens.

### Decadència dels Estats alemanys i ascens prussià
La desfeta a la Guerra dels Trenta Anys pesà enormement a la política del Sacre Imperi Romanogermànic. En efecte, França es col·loca com a gran potència a Europa i les sancions de guerra contra l'imperi dels Habsburg el porta a la seua pèrdua. Crisi econòmica, demogràfica i política, la fragmentació pròpia de l'imperi, és a dir, el seu caire electiu i confederat, no ajuden a fer front a França, país que mira de construir d'ençà un Estat centralitzat i fort.
La política francesa de Lluís XIV, recolzada pels seus ministres, com ara Richelieu, tenia com a objectiu annexionar-se tota la frontera del Rhin per fer-se amb les riqueses d'aquestes terres i, així, bastir un poder fort. Per això mateix engendra guerres contra Flandes, Suïssa, Luxemburg i s'annexiona Alsàcia i tota Lorena. Territoris en què s'hi parlava una altra llengua, el rei emprèn una vertadera política totalitària contra la diversitat religiosa i lingüística del seu regne. Els territoris annexionats com ara Catalunya, el País Basc o aquells que el regne desitjaria posseir, com ara Flandes, són obligats a parlar el francès, a confessar-hi el catolicisme, etc.
Els geopolítics al servei del Rei Sol porten a la pràctica l'anomenada Teoria de les fronteres naturals amb què França mira de justificar que pot annexionar-se territori europeu, dividir territori europeu i fer-se amb les colònies dels altres regnes europeus, en virtut d'una suposada frontera "natural", gairebé essencialista, diríem i tot mística, francesa.
Per això mateix les guerres de successió a Europa foren fatídiques per al Sacre Imperi Romanogermànic. França a més d'annexionar-se territori de parla alemanya, fomenta la guerra en territori Habsburg amb l'objectiu de continuar debilitant-ne el poder. El Sacre Imperi Romanogermànic desaparïx progressivament amb els tractats de pau sorgits al final de cada guerra. Permeten dividir l'Imperi i fer-se amb recursos naturals. Però, tanmateix, mercès a Prússia, el regne viu un període de transició amb què aconsegueix durant el segle xix fer d'Alemanya una potència a Europa.
Prússia ix gairebé victoriosa a cada guerra de successió, moltes vegades recolzada per la mateixa França. Així, tot al llarg regnat de Frederic II el Gran es donà un gran impuls a la consolidació de Prússia, involucrat a les guerres de Successió austríaca i dels Set Anys. A partir de llavors, Prússia es disputaria amb la casa d'Àustria l'hegemonia sobre la resta d'estats alemanys i vers el segle xix, es disputa l'hegemonia d'Europa contra França, Anglaterra i Rússia.

#### Gran Guerra del Nord
La Gran Guerra del Nord fou un conflicte armat que afrontà Suècia, el regne de Dinamarca-Noruega, la doble corona de Polònia-Lituània i Rússia. S'hi jugava l'hegemonia de les aigües del nord, a més de la sobirania d'alguns estats, com ara Dinamarca. En aquest sentit, el Sacre Imperi Romanogermànic s'hi veié implicat després que la Guerra dels Trenta Anys haguera permès l'annexió de territori seu a Suècia. Concretament, el Sacre Imperi Romanogermànic hi lluità per recuperar l'anomenada Pomerània sueca. Alhora, la doble corona de Polònia-Lituània, batejada República de les Dues Nacions, es troba en decadència i la successió al tron la fa l'elector de Saxònia, August II de Polònia. Per retrobar una situació de progrés, el nou monarca mira d'introduir l'absolutisme i porta una política expansionista que topa amb les ambicions imperials dels seus veïns. Finalment, la guerra es troba davant d'un Imperi Otomà que avança per l'Europa de l'est i manté una bona posició a les aigües del nord. Ací també les ambicions de l'Imperi Otomà toparen amb les dels regnes cristians del nord d'Europa.
La batalla contra Suècia és perduda per August II de Polònia que es veu forçat a abandonar el tron. El Sacre Imperi Romanogermànic s'hi veié forçat a reconèixer les reivindicacions sueques sobre Polònia i a trencar l'aliança militar que l'Imperi havia signat amb Rússia. Frederic-Guillem I de Prússia aprofita l'ocasió per fer créixer el seu ducat i ostentar el sud-est de la mar Bàltica. França, que no vol pas veure una derrota molt important de Suècia, mira d'introduir-se a les negociacions de pau, la qual cosa porta a Anglaterra a fer el mateix. D'aquesta forma, Prússia acaba eixint-ne força avantatjada amb un pacte paral·lel amb Suècia. A la pau, però, August II de Polònia-Lituània i Carles IV de Suècia-Finlàndia acaben signant noves fronteres per a Rússia mentre Suècia perd territori.
A banda de les conseqüències polítiques, la guerra portà la pesta als estats bàltics i a les regions del nord del Sacre Imperi Romanogermànic. Políticament, Prússia avança el seu territori, Rússia avança sobre Finlàndia i Hannover també avança sobre Suècia. Crimea i Ucraïna són utilitzades per l'Imperi Otomà com a punts focals d'aliança amb suecs i tàrtars per fer desestabilitzar Rússia.

#### Guerra de Successió Espanyola
La Guerra de Successió Espanyola afrontà França i Anglaterra pel domini del comerç d'esclaus i de les colònies d'Amèrica a la península ibèrica. A la mort del rei hispànic, dos pretendents al tron porten Europa a una nova guerra per l'hegemonia mundial. França té dret al tron hispànic, però el Sacre Imperi Romanogermànic també. El rei hispànic deixa en testament el tron al net de Lluís XIV. Això no agrada gens ni mica a Anglaterra perquè permet unir la corona hispànica amb la francesa, és a dir, unir les colònies franceses i hispàniques. Així doncs Anglaterra declara la guerra a Castella i convida per a l'ocasió antics territoris recentment emancipats com ara Portugal.
Els territoris que corresponen Països Catalans actuals hi entren del costat anglès, juntament amb Portugal, Holanda i el Sacre Imper Romà. S'hi jugava la independència d'aquests territoris, així com l'autoritat d'antics emancipats, que és el cas de Portugal o Holanda. El Sacre Imperi Romanogermànic s'hi jugava poder conservar territori propi i no veure's desposseït d'un altre fragment més del seu imperi. Prússia, per la seva banda, entra a donar suport al camp francès, en virtut dels pactes amb Suècia a la Gran Guerra del Nord. Prússia ostenta fer-se amb bona part del territori germànic i, per tant, batalla contra Anglaterra.
El resultat és desastrós per als Països Catalans, però òptim per a França que aconsegueix assentar definitivament la seua hegemonia a tot el continent. Anglaterra tampoc hi acaba perdent del tot, després que França renunciara virtualment a les colònies hispàniques. Prússia, per la seva banda, es veié reforçada i creix en el grau jeràrquic feudal mentre que el Sacre Imperi Romanogermànic torna a perdre estrepitosament. S'acaba confirmant la decadència de l'Imperi germànic.

#### Guerra de Successió Austríaca
A causa dels interessos de Prússia, la rivalitat colonial franco-britànica, els problemes italians i l'enemistat anglo-espanyola de 1739, provocada pel contraban dels vaixells anglesos a Amèrica, la Casa d'Àustria es convertí en el centre de la diplomàcia a la mort a 1740 de l'emperador del Sacre Imperi Romanogermànic, Carles VIè. En virtut de la Pragmàtica Sanció, la successió al tron havia de recaure en Maria Teresa d'Àustria, de la casa dels Habusburg. No tothom a Europa accepta la successió legítima perquè l'hereua al tron es dona i, malgrat que els estats europeus acceptaren la Pragmàtica Sanció, que ja preveia aquesta successió, aquest per menut sembla prou convincent per encetar una nova guerra en què les ambicions imperials tornen a fer-se visibles.
Dos camps rivals tornen a fer vessar sang. D'una banda, Prússia, Baviera i França, d'altra banda, Àustria, Anglaterra, les Províncies Unides i Rússia. La guerra tindrà diversos camps de batalla. D'una banda, Silèsia a Polònia, Bohèmia i Baviera, Itàlia, Alemanya i els Països Baixos. Però, a banda, Castella resolgué fer una guerra paral·lela a Anglaterra a les seves colònies llatinoamericanes, entre d'altres, empesa pel pacte familiar entre França i Madrid. Al final de la guerra, Prússia segueix guanyant terreny. N'ix del tot victoriosa. Àustria aconsegueix mantenir a Maria Teresa sobre el tron. França, en canvi, es troba davant el seu primer revés. No guanya ni perd territori, però el canvi de bàndol de Prússia li resta sobre la configuració d'aliances militars que desitjaria.

#### Guerra de Successió de Polònia
La crisi de successió d'August II de Polònia, de la casa dels Habsburg, torna a construir una nova guerra sagnant a Europa, amb què els Borbons, d'Espanya i França, aliats per pacte familiar, miren d'enfonsar encara més el Sacre Imperi Romanogermànic en benefici propi. Per aquest motiu, la guerra es torna de caràcter internacional. Hi tornen a participar els imperis europeus que miren de repartir-se les riqueses poloneses. La guerra, torna a contribuir al desenvolupament militarista, així com engrandir l'autoritat i la puixança de Prússia.
El conflicte és desastrós per a Polònia i Lituània. Les dues nacions són desposseïdes, dividides, repartides, etc, com si d'un pastís de maduixa es tractara. En efecte, Polònia deixa d'existir, així com Lituània. Rússia i Prússia, entre d'altres, es reparteixen el territori polonès i lituà amb el vist-i-plau de França. La guerra tindrà tres fronts: Polònia, Itàlia del nord i Renània. Carles III d'Espanya obté com a recompensa final Sicília i Naple mentre que el Sacre Imperi Romanogermànic torna a recuperar Lorena, abans d'això annexionada per França.
La guerra no fa altra cosa que condemnar a una verdadera situació de catàstrofe a les nacions polonesa i lituana mentre Rússia aprofita la guerra per divertir les potències europees i així atacar-se a Turquia com a represàlia per la Gran Guerra del Nord. La guerra no fou tan devastadores com les altres guerres de successió, però s'hi presencià igualment massacres, violacions, robatoris, saqueigs, etc. Prússia seguix guanyant terreny mentre el Sacre Imperi Romanogermànic comença a comptar els seus dies de defunció.

#### Guerra dels Set Anys
La Guerra dels Set Anys fou un conflicte armat ocorregut entre els anys 1756 a 1763 per determinar el control de Silèsia a Europa així com la supremacia colonial a l'Amèrica del Nord i a l'Índia. La guerra també va tenir com a escenaris la costa d'Àfrica, el Carib i les Filipines. Hi van participar Prússia, Hannover, el Regne de Portugal i l'imperi colonial del Regne de la Gran Bretanya d'una banda, i l'Electorat de Saxònia, l'Arxiducat d'Àustria, el Regne de França, Rússia —fins a l'any 1762—, Suècia —des del 1757 fins al 1762— i Espanya —a partir del 1761—, de l'altra. Aquesta guerra va provocar més de 100.000 morts i ha estat considerada per alguns especialistes com una vertadera primera Guerra Mundial.
La guerra torna a posar-hi en joc l'hegemonia de dos enemics medievals, França i Anglaterra, a més de servir per determinar l'hegemonia sobre els estats alemanys entre Prússia i Àustria. França hi juga doncs els contrapoders, després que a la guerra de successió anterior, Prússia canviï de bàndol i segelli aliança amb Anglaterra. En aquest sentit, França convida Espanya a ser-hi del seu costat, en virtut del pacte familiar segellat a la Guerra de Successió Espanyola. La guerra serveix per a Madrid que mira d'annexionar-se novament Portugal, ocupant-la del tot. La pau final reparteix els territoris colonials i europeus en virtut d'una política de compensacions però Prússia continua presentant-se com a rival temut. Tot i que no guanya del tot, tampoc perd amb les negociacions de pau. Àustria, no obstant, sí que es troba en posició desafavorida. Per primera vegada, Rússia arbitra a Europa i França no pot fer-hi res. Les compensacions angleses permeten rebaixar la influència francesa a Europa i d'això Rússia se n'aprofita al bon moment, de manera que pot redibuixar Europa com li plagui.

### La Revolució Francesa

#### Despotisme il·lustrat

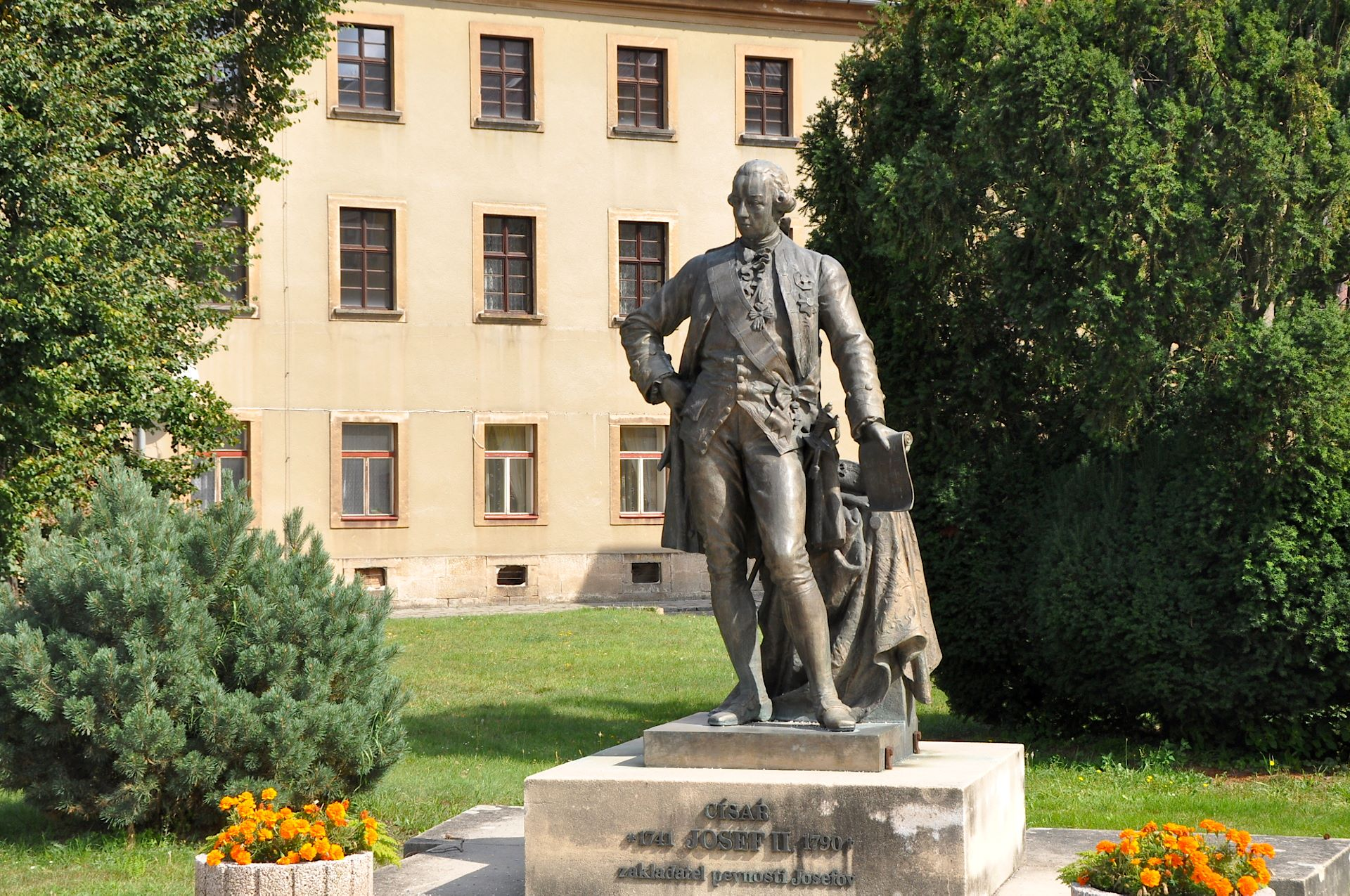
Estàtua d'en Josep II a Josefov, República Txeca

La cara de la Il·lustració al Sacre Imperi Romanogermànic té com a nom Josep II i de despotisme il·lustrat, que és un concepte polític sorgit durant la segona meitat del segle xviii a Europa, característic de les monarquies absolutistes i sistemes de govern de l'Antic règim, però influenciat per les idees de la Il·lustració, segons les quals les decisions humanes són guiades per la raó. Josep II és considerat l'exemple més il·lustratiu d'allò que s'entén per despotisme il·lustrat.
L'etapa més afí a la Il·lustració es fa efectiva després que el mateix monarca decidix anar-se'n a visitar els Països Baixos austríacs, el ducat de Luxemburg i la resta de territoris sota la seua tutela, d'amagat, és a dir, vestit de simple civil i amb un nom fals. En la seua visita pogué apropar-se al poble i anotar les reclames de la població. De retorn a la casa imperial, emprèn una sèrie de reformes que són en conjunt molt progressistes per a un territori completament immers en la feudalització de l'Antic règim.
- Deslliga l'Església del finançament estranger i secularitza l'estat
- Publica un edicte dit de tolerància amb el qual es dona llibertat de culte
- El casament és considerat per primera volta una unió civil i no religiosa
- S'admet el divorci civil
- Supressió de la companyia dels jesuïtes
- Supressió i centralització de totes les lògies maçòniques en una única i exclusiva lògia
- Els sermons eclesiàstics són censurats
- Desmantellament dels béns del clergat secular i regular
- Redacció d'un codi criminal i d'un altre de civil

Aquestes i altres decisions del monarca il·lustrat no agradaren de forma general als feus dels Països Baixos austríacs i per això hi començà a haver sollevaments contra l'autoritat reial, que no foren obligatòriament reprimits. Eren en essència les classes ben acomodades les qui no donaven el vist-i-plau a les mesures del monarca. Per això molts decrets foren substituïts o suspesos per tal d'apaivagar les revoltes de la classe nobiliària i eclesiàstica.
A Luxemburg no hi hagué una clara confrontació. La noblesa decidí no unir-se als revoltats i quedar-se al marge. Les reformes foren en general molt bones per a Luxemburg, ja que l'obriren a la resta del món, sobretot les que feien referència a la introducció del liberalisme econòmic, per bé que això provocà descontentament entre els gremis que tenien un monopoli ben preuat gràcies al sistema de l'Antic règim.
Als territoris txecs, aquesta política despòtica il·lustrada porta a una progressiva centralització del poder. Això fou així perquè la Il·lustració s'anà desenvolupant a Europa a cavall de les guerres successòries europees. Les ambicions imperials de cada regne europeu porten doncs el Sacre Imperi Romanogermànic a mirar d'uniformitzar els territoris txecs sota la capa del despotisme il·lustrat. Per tant, del costat oest, els territoris polonesos o txecs foren objecte de polítiques de germanització amb reformes educatives. L'efecte no fou pas apreciat però tingué conseqüències mitigades. Permeté desenvolupar l'economia en un sentit progressista però delmà la identitat cultural d'aquests pobles que es troben en decadència.

#### Una llengua, un estat
A les portes de la Revolució Francesa, el Sacre Imperi Romanogermànic s'ha fracturat del tot. Existix teòricament però Prússia, Wurtenberg, Saxònia o Baviera actuen com a verdaders estats, al mateix nivell que França o Polònia abans que desapareguera amb la guerra de successió. Les guerres a Silèsia trenquen del tot l'Imperi i comença a sorgir una necessitat de construir un estat unificat. El Sacre Imperi Romanogermànic mira d'imitar l'Institut de França, la qual cosa evidencia que tenim una presa de consciència progressiva sobre la necessitat de reinventar l'Imperi i crear un estat modern, com el francès o l'anglès.
Aquesta presa de consciència es veié impulsada pels il·lustrats alemanys. Se n'adonen que existeix una "nació" que parla diversos dialectes de l'alemany i que s'entén però que no té un estat únic, sinó que es regix per diversos estats. Les dinàmiques militars del segle xvii i XVIII han portat eficàcia als estats que han adoptat l'absolutisme i, per tant, influenciats per la Il·lustració francesa, hi ha una literatura creixent que comença a veure la necessitar de crear un únic estat, de parla alemanya i que es trobi al vell mig d'Europa. Una potència que sàpiga rivalitzar amb França o Rússia.
Cal tenir en consideració que el territori alemany estava nodrit de dialectes de l'alemany, no pas idiomes a banda i, per això, la unificació esdevingué fàcil amb la introducció d'una política lingüística pròpia, que mirava de donar un estàndard a la població. A diferència de França, no s'hi parla diverses llengües, sinó una única llengua mancada de planificació lingüística, d'educació i estudis. Les reformes lingüístiques permeteren donar prestigi a la llengua alemanya perquè amb l'estàndard s'aconseguí introduir diversos dialectes socials i, per tant, introduir l'alemany entre la literatura erudita europea.
Les guerres successòries destruïren doncs l'Imperi però permeteren alhora construir un estat fort i a l'alçada de potències mundials com eren França, Anglaterra o Rússia. Parlem de Prússia que havia sabut créixer del no res fins a transformar-se en un vertader rival per a qui volguera coronar-se com a imperi a Europa. A la vegada havia estat aliat de França i, tot seguit, enemic seu i, en aquest segon rol, aconseguí presentar-hi una forta resistència. Davant d'un poder absolutista francès, com el que representava el Rei Sol, que desitjava dividir el territori alemany, promoure-hi el caos per poder regnar millor a la resta d'Europa, l'ambient il·lustrat alemany resol que la unificació haurà de fer-se amb Prússia al capdavant i el seu monarca, Frederic de Prússia, dit el Gran.

#### la Il·lustració alemanya
La Il·lustració a Alemanya també hi tingué una gran veu i fins i tot podríem dir que és arrel de la Il·lustració alemanya que s'estructura tota la filosofia i el pensament del segle xix a Europa. La construcció de la identitat nacional a Europa es farà molts cops a còpia de l'idealisme alemany. És el cas de Romania, Txèquia o Noruega.
Destaquen noms com ara Andreas Rüdiger, Christian August Crusius, Hohann Heinriech Lambert, Johann Nikolaus Tetens, etc, contraris a les idees woliffistes, empreses per Christiab Wolff, proper a Leibniz i Kant. Kant, aquest darrer, constituïx l'una de les figures del pensament modern. És la base del pensament europeu contemporani a Europa, una figura imminent, que tractà sobre epistemologia, ètica, entre d'altres.
Podríem dir doncs que si la Il·lustració neix al Regne Unit mercès a l'escolès David Humes, l'anglès Thomas Hobbes i a Issac Newton, s'estén a Europa mercès a la impremta suïssa, els tractats de Rousseau, però es desenvolupa a França amb Voltaire, Denis Diderot o Montesquieux, per penetrar finalment a les mentalitats del segle xix amb Alemanya i Kant.

#### Les guerres de la Revolució Francesa
La Revolució Francesa fou ben acollida inicialment entre els erudits del territori alemany actual fins que el període d'El terror donà una imatge del tot contrària a allò que havia estat la Il·lustració. Després de la decapitació del rei francès, les potències absolutistes d'Europa declaren la guerra a França i aquesta els respon amb una frontissa.
Tot al llarg de les guerres, les aliances canvien al bàndol alemany. A la Pau de Basilea, Prússia garantix protecció al nord alemany en no involucrar-se en la guerra, la qual cosa permeté desenvolupar la literatura romàntica. Repassem-ne doncs les dades clau:
- A la Primera Coalició el Sacre Imperi Romanogermànic i Prússia lluitaren en favor del bàndol absolutista
- A la Segona Coalició el Sacre Imperi Romanogermànic persistix a defensar l'absolutisme però Prússia se'n desmarca

Amb les guerres napoleòniques, Àustria, Baviera i Wurtenberg asseguren l'aliança cap a l'absolutisme. Prússia, contràriament als seus homòlegs alemanys, s'unix a França i es redibuixa el Sacre Imperi Romanogermànic. Queda del tot desmantellat i al seu lloc, tres estats són creats. D'una banda, la Confederació del Rin que depenia de França i el seu imperi, d'altra banda, Prússia, que avança i aconseguix tenir el territori més gran fins llavors aconseguit i, finalment, l'Imperi austríac, que és separat de la resta per ambicions de França. Aquest imperi, no vol pas veure una Alemanya única perquè li treu protagonisme com a potència a Europa i, entre pactes rere les càmeres, Àustria assumix que haurà de viure, si més no inicialment, separada de la Confederació del Rin. Suïssa, per la seua banda, aconseguix mantenir-se al marge d'aquest redibuix per bé que queda sota l'ordre de l'Imperi francès. Napoleó, d'altra banda, acaba reconeixent la independència de Liechtenstein per, tot seguit, incorporar-la a la Confederació del Rin.
Napoleó Bonaparte mirà de reconstruir les fronteres de Carlemany i per això mateix veiem que entre membres de la seua família i les possessions directes, es dibuixa la idea imperial d'allò que hauria de ser França a ulls de París. Un territori que estén les seues "fronteres naturals" fins a Catalunya, Flandes, Suïssa i Luxemburg.

## Edat contemporània

### El Congrés de Viena

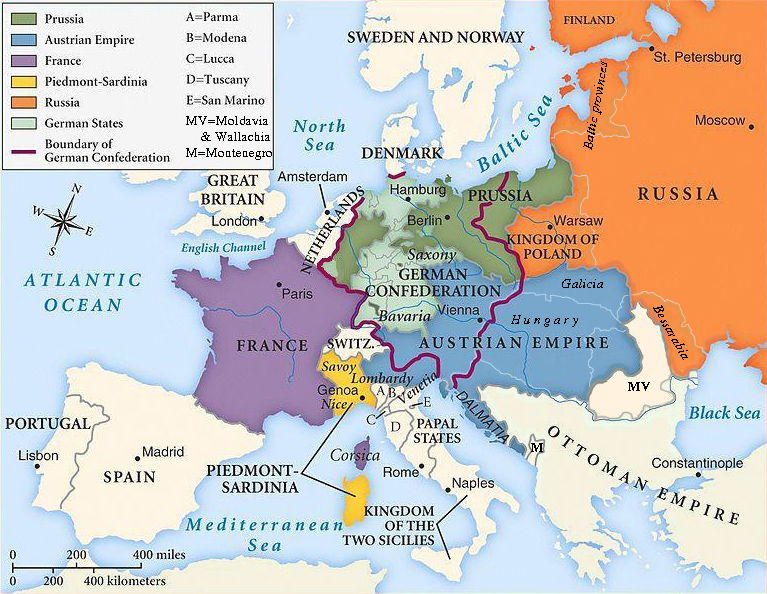
Fronteres imperials d'Europa fixades pel Congrés de Viena, 1815

La derrota de Napoleó posa en marxa el Congrés de Viena. A la capital de l'Imperi austríac, l'Antic Règim hi redibuixa Europa amb vins i balls, així com les properes guerres. El Congrés de Viena revela d'una gran importància per a Alemanya.
En efecte, Prússia hi assistix amb ambicions expansionistes al cap mentre que Àustria voldria un retorn a l'Antic Règim tal com es presentava abans de la Revolució Francesa. S'hi pacta la manera de contenir noves "revolucions franceses" i per això els vencedors s'unixen sota la Santa Aliança. Es tracta d'un pacte militar d'ajuda mútua entre estats monàrquics en cas que esclate una revolta a Europa, fora on es trobara la revolta.
Al mateix temps Rússia, Anglaterra, Àustria i Prússia es repartixen Europa a la seua manera. D'una banda, de forma a satisfer les seues ambicions imperials i, d'altra banda, de forma a contenir una possible nova revolta. Per això mateix el Congrés de Viena adquirix un paper preponderant per a la història d'Alemanya. S'hi acorda atorgar a Prússia l'est europeu i una porció xiqueta entre Holanda, Luxemburg i Suïssa, sense atorgar-li el centre d'Alemanya. Un repartiment que no és ingenu perquè Prússia pretén, posteriorment, continuar vessant sang per unificar els territoris de parla alemanya i, per arribar-hi, es col·loca als costats laterals d'Alemanya per poder-la cercar i, d'aquesta forma, envair sense cap mena de problemes els Estats alemanys del centre. El Sacre Imperi Romanogermànic és fins i tot després de la Revolució Francesa, història.
El sud d'Alemanya queda sota Àustria i és en aquest punt que es juga l'essència de la unificació alemanya. En efecte, la unificació d'Alemanya comportava un estat únic en què hi haguera Suïssa, Liechtenstein, Àustria i Luxemburg. Tanmateix, França, que veu en aquesta amplitud de territori una forma de crear una potència que li faria ombra, no ho vol pas. D'aquest dibuix doncs del Congrés de Viena s'hi pot albirar les futures enemistats i conflictes del segle xix i que determinen definitivament les conseqüències derivades de la Gran Guerra i la Segona Guerra Mundial.

### Unificació alemanya
Després de la Revolució francesa, els diferents estats monàrquics d'Europa creen aliances per enfrontar l'amenaça que França representa per a l'estabilitat dels seus propis règims. Els estats alemanys participen activament combatent els exèrcits de Napoleó I, que després d'acumular importants victòries dissol el Sacre Imperi i instaura la Confederació del Rin, que fou dissolta en el congrés de Viena, un cop fou un fet la derrota definitiva sobre l'exèrcit francès.
L'1 de gener de 1834, va entrar en funcionament l'associació de duanes, amb la qual s'aboliren els aranzels entre els membres de la Confederació Germànica, amb l'excepció d'Àustria; era l'anomenada Zollverein.
La Revolució de 1848 va portar a la creació del primer parlament alemany a Frankfurt del Main.
Les confrontacions per l'hegemonia germànica varen desencadenar les conegudes com a Guerra dels Ducats i Guerra de les Set Setmanes.
Sota el lideratge del canceller Otto von Bismarck, que fou l'autèntic artífex de la unificació, el Segon Reich fou fundat el 18 de gener de 1871 després de la victòria de Prússia en la Guerra francoprussiana i va aconseguir la unificació dels diferents estats alemanys al voltant de Prússia, excloent-ne Àustria.

### Segon Reich alemany

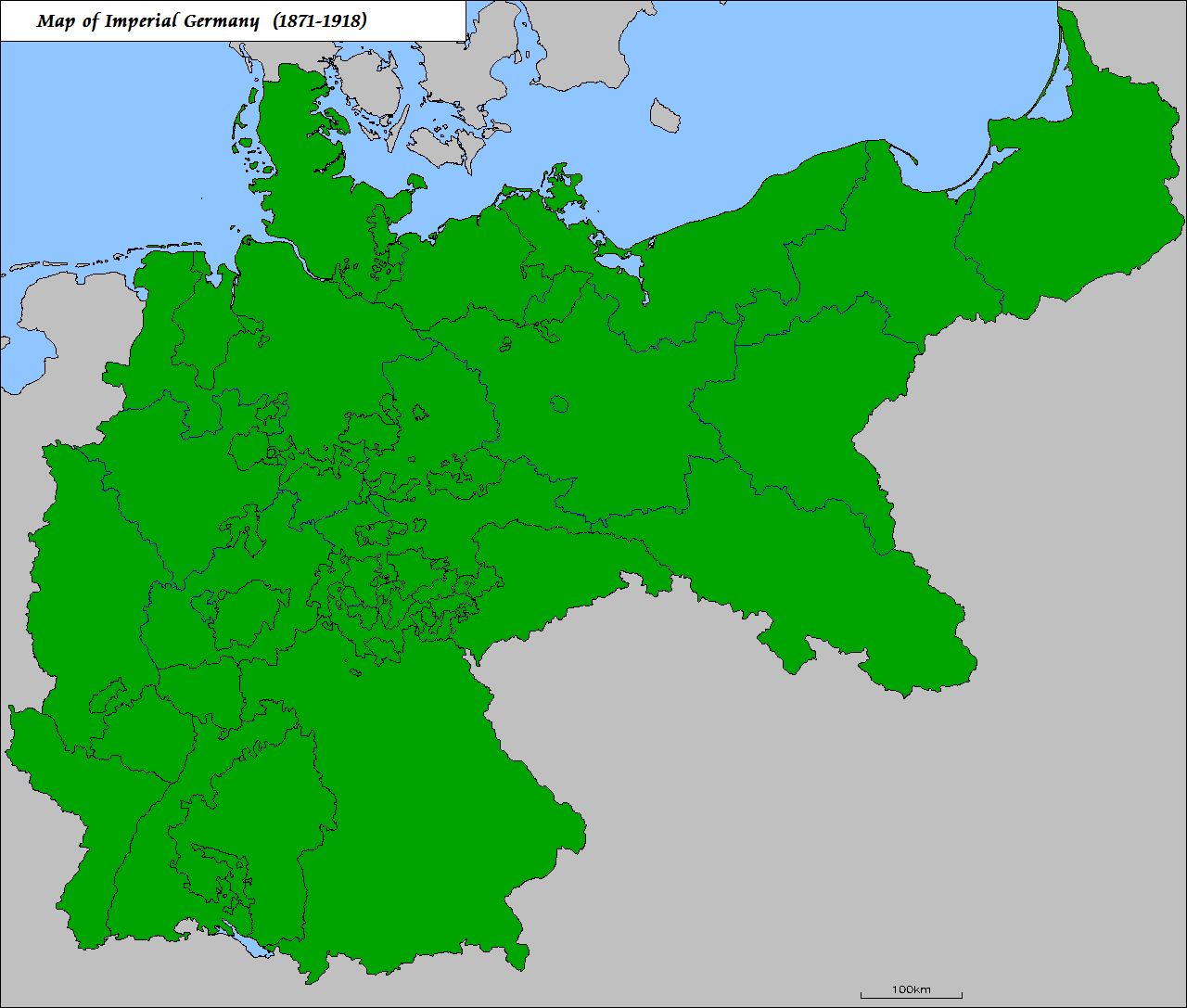
II Reich (1871-1918)

Amb la creació de l'Imperi alemany, s'inicia un període de gran desenvolupament de la nació alemanya en tots els camps: econòmicament, geogràficament, políticament i militar.
A partir d'aquest moment, Alemanya es transforma juntament amb el Regne Unit en una de les dues grans potències mundials, si bé la presència colonial d'Alemanya és molt inferior a la dels britànics.
A partir d'aquest punt i durant les següents dues dècades s'estableixen els anomenats sistemes bismarckians, que dominen la política europea en aquest període. Entre 1884 i 1885 Bismarck convoca la conferència de Berlín, en què les potències estableixen les pautes per al repartiment colonial d'Àfrica.
Amb la coronació de Guillem II com a kàiser, s'inicia un enfrontament entre aquest i Bismarck, el qual provoca la caiguda del canceller. L'emperador serà incapaç de continuar amb les polítiques implantades per Bismarck, i Alemanya es veu a poc a poc en la incapacitat de mantenir l'equilibri europeu, que llavors era més que mai la base de l'equilibri mundial.
El 1914, esclata la Primera Guerra Mundial que, en provocar la derrota d'Alemanya el 1919, marca la fi de la dinastia Hohenzollern. Les nacions vencedores imposen el tractat de Versalles. El territori alemany es troba altre cop dividit.

### República de Weimar
Durant la fase final de la Primera Guerra mundial, el 1918, es constitueix la República de Weimar. Fou un període de gran inestabilitat per l'atomització de partits petits al parlament i pel rebuig dels militars a acceptar la derrota i els acords imposats a Alemanya pels vencedors.
La crisi econòmica que va tenir lloc després va portar a la pobresa a una bona part de la classe mitjana. Aquesta situació es va agreujar amb la Gran depressió del 1929.
Així, es va produir una situació propícia per a l'èxit de forces nacionalistes i d'extrema dreta. A les eleccions del 1933, el Partit Nacional Socialista Alemany dels Treballadors (nazi) aconsegueix arribar al poder, i elimina poc després la segona experiència democràtica d'Alemanya.

### Dictadura nazi (Tercer Reich)

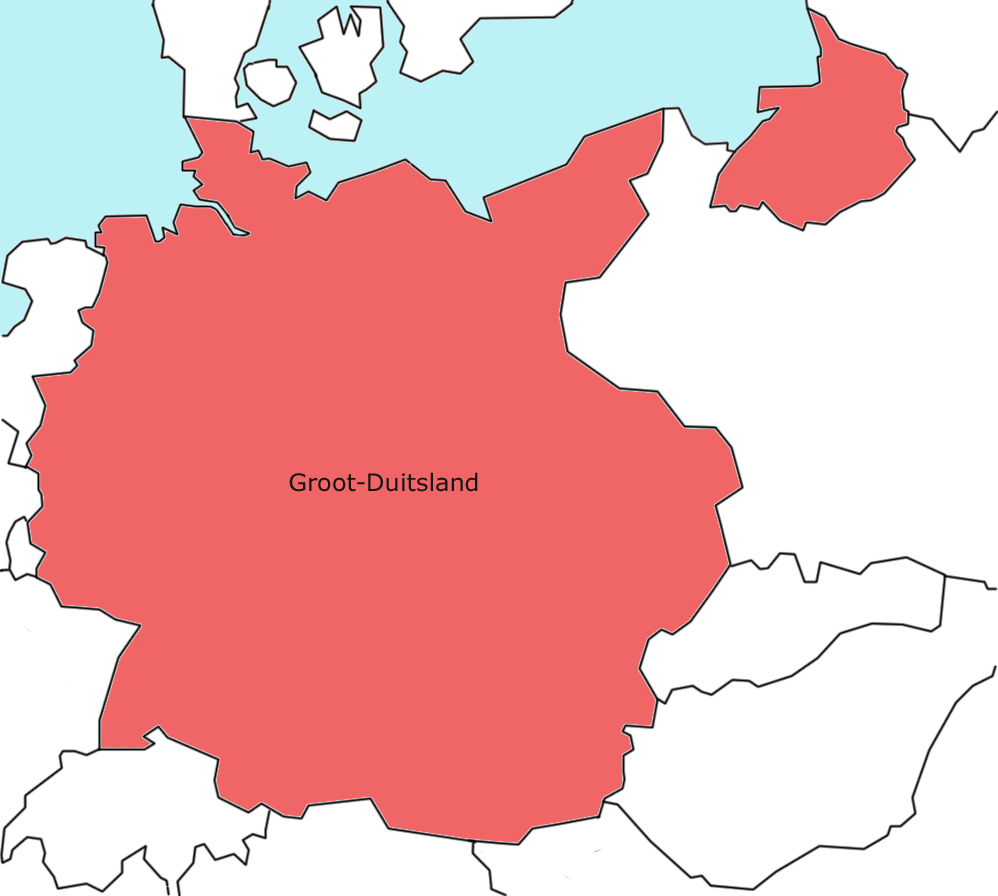
Mapa d'Alemanya el 31 d'agost del 1939

Zones d'ocupació

El Tercer Reich fou el de l'Alemanya nazi, el qual va durar 12 anys, des del 1933 fins al 1945.
L'adversitat econòmica deguda tant a les condicions de la pau com a la Gran depressió mundial, és marcada com una explicació de per què els partits antidemocràtics, tant de l'ala dreta com de l'ala esquerra, foren àmpliament seguits pels líders d'opinió i votants alemanys. En les eleccions extraordinàries de juliol i novembre del 1932, els nazis obtingueren 37,2% i 33,0% dels vots, respectivament. El 30 de gener del 1933, Adolf Hitler fou nomenat cap de govern.
Durant l'any següent, Hitler va obtenir el control total. Va succeir també al cap d'estat.
La política de Lebensraum implementada per Hitler es va veure reforçada gràcies als acords de Múnic, cosa que eventualment va portar a l'esclat de la Segona Guerra Mundial a Europa l'1 de setembre del 1939. Inicialment, Alemanya va obtenir grans èxits militars i va aconseguir el control sobre França, Bèlgica, Països Baixos, Dinamarca, Luxemburg, els Balcans, Grècia i Noruega a Europa, Tunis i Líbia al nord d'Àfrica. El seu atac a Rússia el 1941 fou decisiu per demostrar que el seu exèrcit era insuficient per a comprendre tanta extensió de territori. Els seus fracassos en les campanyes russes del 1941 (arribar a Moscou i tallar els subministraments que arribaven des de Sibèria) i 1942 (arribar al mar Caspi per apoderar-se del petroli), així com l'ingrés dels EUA en la guerra, va donar un gir que va portar a l'ocupació i capitulació d'Alemanya el 8 de maig del 1945.
Entre juliol i agost de 1945, la conferència de Potsdam defineix el mapa polític d'Europa i les zones d'ocupació a Alemanya i Àustria.
La guerra va acabar en una gran pèrdua de territori, 15 milions d'alemanys expulsats, 45 anys de divisió, mentre el país se separava en Alemanya oriental i occidental, i el més important: uns 5 milions de morts a Alemanya i més de 50 en el macabre balanç final del conflicte.

### República Federal Alemanya
En la història de la República Federal Alemanya (RFA) es poden destacar quatre fets:
1. Reconstrucció: Alemanya com a país dividit va encarnar la guerra freda com cap altre país. L'ocupació del territori per part dels aliats va tenir com a icona el mur de Berlín i es va estendre per més de quatre dècades. Tot i ser un dels països derrotats en la guerra, Alemanya (la RFA) va iniciar una fulgurant recuperació institucional a partir dels anys 1950 i amb l'ajut del Pla Marshall dels Estats Units d'Amèrica es va transformar en la tercera potència econòmica a nivell mundial, superant l'URSS, Regne Unit i França, que havien resultat vencedores en el conflicte.
2. Baluard de la guerra freda en l'enfrontament contra els països de l'Est: La RFA s'estableix en els territoris alemanys ocupats per les potències aliades de França, Estats Units i Gran Bretanya, i és integrada a l'OTAN, l'aliança militar auspiciada pels Estats Units contra la Unió Soviètica, en resposta es crearà la RDA. El govern soviètic proposà el 1952 la reunificació sota principis de neutralitat militar, com es faria a Àustria, però les potències de l'OTAN i el govern de la RFA de Konrad Adenauer rebutjaren una alemanya neutral i desmilitaritzada unificada.
3. Reconciliació amb França: Alemanya fa un gir radical a les seves històricament conflictives relacions amb França i després del tractat de Roma inicia juntament amb aquest país una política d'acostament que queda plasmada en el tractat de l'Elisi del 1963. Des de llavors, les dues nacions han format un duet que fa front comú quant als temes internacionals.
4. Reunificació: al setembre del 1990, un mes abans de la reunificació alemanya, els quatre poders aliats i els dos estats alemanys signaren un tractat a Moscou (tractat Dos més Quatre) que posava fi als drets i les responsabilitats dels poders aliats respecte a Alemanya. Les forces soviètiques ubicades a l'Alemanya oriental completaren la seva retirada el 31 d'agost del 1994, i una setmana després li seguiren les forces aliades. Els soldats dels EUA, ubicats en el marc de l'OTAN resten a la República Federal. Jurídicament, suposà una annexió de l'antiga RDA per part de la RFA adoptant la Llei Fonamental d'aquesta.

### Alemanya i la Unió Europea
En qualitat d'estat fundador, Alemanya té un paper central en la construcció de la Unió Europea (UE). Fou justament Robert Schuman qui el 1950 va pronunciar el discurs que es considera com les bases de la Unió, com la coneixem actualment.
Durant cinc dècades, diferents mandataris, des de Konrad Adenauer fins a Gerhard Schröder, han participat de manera decidida donant suport a la UE, convertint Alemanya en el principal promotor de l'ampliació de la Unió.
El maig del 2005, el parlament alemany va ratificar el tractat pel qual s'estableix una Constitució per a Europa.